# 相棒のエピソード一覧 (season14-season20)
- 相棒 > 相棒のエピソード一覧 (season14-season20)
- 相棒の登場人物 > 相棒のエピソード一覧 (season14-season20)

本項では、テレビ朝日系列の刑事ドラマ『相棒』のうち、season14からseason20までのエピソードについて解説する。文中の「S」はseason、「終」は最終話の略称で、数字は話数を示す。

## 概要
season13最終話にて、ダークナイト事件を起こし、逮捕されたことによって懲戒免職と言う形で特命係を去った甲斐享（演：成宮寛貴）に代わって、season14より冠城亘（演：反町隆史）が4代目相棒として登場。
第1話では享が起こした事件の影響で特命係は機能停止状態にあり、法務省から出向してきたキャリア官僚の亘が暇を持て余していたところに、無期限停職中の右京がロンドンから帰国し邂逅を果たす。ある事件解決のため奔走した後、右京が職務に復帰するまでの経緯が描かれた。亘は当初、第1話の右京との邂逅を切っ掛けにそのまま特命係に居候していたが、同シーズン第15話にて裁判官に令状執行を阻止させる捜査妨害をしたとして最終話にて法務省へ戻されたのち、同省を去り、警察学校に入学した。警察学校卒業後のseason15第1話では、警察官として警視庁の広報課に配属される。後にseason15第1話にて亘が社美彌子（演：仲間由紀恵）に直談判し、彼女を通じて甲斐峯秋（演：石坂浩二）に根回しして貰ったことで再び特命係に配属され、晴れて右京の相棒となる経緯が描かれた。
season15 第13話と第14話、season17 第10話ではかつての右京の相棒の神戸尊（演：及川光博）も登場し、ドラマシリーズとしては、初の新旧の右京の相棒の対面が実現し、亘と協力して事件解決に動くシーンが描かれている。また、2017年2月11日には映画『相棒 -劇場版IV- 首都クライシス 人質は50万人! 特命係 最後の決断』が公開されており、映画の公開前に放送されたseason15第13話と第14話は同作に関連した内容となっている。また、前作の『相棒 -劇場版III-』に引き続き、神戸尊が登場、再び新旧相棒の対面を果たしている。
なお、season16以降は第1話と第2話が前後編の拡大スペシャルとして、放送されるようになり、season19以降の最終話も前後編に分けて放送する形が定着している。ただし、例外的にseason20では、第1話、第2話、第3話は前編、中編、後編に分けて放送されている。
season16第7話、season17第17話、season18第14話と第15話に掛けて、かつて右京がロンドンにいた頃の相棒であった南井十（演：伊武雅刀）が登場しており、彼の歪んだ正義感から引き起こされたとされる事件に対しての疑惑や右京や亘との攻防や駆け引きが展開され、最終的に一連の犯行は南井の加齢による脳の萎縮によって生じた被害妄想から引き起こされたことであったことが判明するが、右京に逮捕された後、収容先の病院から脱走し、崖から飛び下りて生死不明と言う展開を迎えた。
season18最終話、season19第18話、最終話、season20第1話、第2話、第3話に掛けて内閣官房長官を務める鶴田翁助（演：相島一之）の陰謀と思惑に端を発し、IT長者の加西周明（演：石丸幹二）を始めとした様々な人物を利用しつつ引き起こした事件を通して、鶴田と特命係との対決が展開され、最終的に特命係に全ての悪事を暴かれた鶴田が警視庁に自首をして失脚すると言う顛末を迎えた。
season14最終話にて鑑識・米沢守役の六角精児がレギュラー出演を降板し、以降は1話もしくは2部作のみの出演となり、season17第19話をもって花の里の女将を勤める月本幸子役の鈴木杏樹も降板となった。同時に花の里も閉店し、しばらくの間は小料理店でのやり取りはあまり描写されていなかったが、season18最終話にて小出茉梨役の森口瑤子が登場、彼女が新たに家庭料理店『こてまり』を開店したことにより、右京達はそこを新たな行きつけの店にしたことで再び描写されるようになった。なお、森口は次のseason19よりメインキャストとして登板する。
また、season14では警察嫌いの青木年男（演：浅利陽介）が登場し、亘とともに警察学校へ入学したのち、続くseason15ではサイバーセキュリティー対策本部の捜査官として登場した。season15では米沢の後任者である鑑識官・益子桑栄（演：田中隆三）や、サイバーセキュリティ対策本部の設立者である衣笠藤治（演：大杉漣→杉本哲太）や、season16最終話より警視庁生活安全部サイバーセキュリティ対策本部特別捜査官の土師太（演：松嶋亮太）、雑誌記者・風間楓子（演：芦名星）が登場している。更にseason19初回より出雲麗音役として篠原ゆき子が登場し、第3話よりメインキャストとして登板する。また、season20第3話の終盤にて岸部一徳がカメオ出演を果たしており、岸部が相棒に出演したのはseason9最終話以来となる。
season20最終話にて、亘は元上司の法務省法務事務次官・日下部彌彦（演：榎木孝明）からのスカウトを受ける形で公安調査庁へ異動し、特命係を去った。また、右京と組むこともあった年男も内閣情報調査室へ異動した。

## 作品背景

### 撮影
テレビ朝日開局60周年記念作品であるseason18第1話「アレスの進撃」は、北海道で12泊にわたるロケーション撮影が行われた。

## エピソード一覧
season14 / season15 / season16 / season17 / season18 / season19 / season20

### 凡例
- 劇中にサブタイトルの表示はなく、サブタイトルの表記などは、すべて公式サイトや公式ガイドブック、DVDの表記に準じる。
- 放送日はテレビ朝日での初回放送日。
- 視聴率はビデオリサーチ（関東地区）調べ。
- 各season表内の赤字は最高視聴率、青字は最低視聴率を示す。

### season14
- 2015年10月14日 - 2016年3月16日、全20話、平均視聴率 15.3%。
- タイトルロゴは『相棒14』。このシーズンよりロゴデザインが変更されオーソドックスな明朝体となる。以後はこのロゴと『相棒 (数字)』の体裁が継承されるようになる。
- 第1話・最終話は20時から22時9分までの2時間9分SP。
- 第10話は金曜21時から23時30分までの2時間半SP[注 2]。
- 土曜ワイド劇場時代からメイン監督を担当し続けてきた和泉聖治は、このシーズンをもって本作の製作から離れた[10]。

| 話数                                                           | 放送日         | サブタイトル               | 脚本                          | 監督     | 視聴率 | 脚注   |
| -------------------------------------------------------------- | -------------- | -------------------------- | ----------------------------- | -------- | ------ | ------ |
| 第1話                                                          | 2015年10月14日 | フランケンシュタインの告白 | 輿水泰弘                      | 和泉聖治 | 18.4%  | [ 12 ] |
| 第2話                                                          | 10月21日       | 或る相棒の死               | 真野勝成                      | 橋本一   | 17.6%  | [ 13 ] |
| 第3話                                                          | 10月28日       | 死に神                     | 金井寛                        | 橋本一   | 14.8%  | [ 14 ] |
| 第4話                                                          | 11月4日        | ファンタスマゴリ           | 真野勝成                      | 和泉聖治 | 15.9%  | [ 15 ] |
| 第5話                                                          | 11月18日       | 2045                       | 徳永富彦                      | 橋本一   | 14.9%  | [ 16 ] |
| 第6話                                                          | 11月25日       | はつ恋                     | 谷口純一郎 （協力：徳永富彦） | 和泉聖治 | 14.6%  | [ 17 ] |
| 第7話                                                          | 12月2日        | キモノ綺譚                 | 輿水泰弘                      | 橋本一   | 14.9%  | [ 18 ] |
| 第8話                                                          | 12月9日        | 最終回の奇跡               | 藤井清美                      | 池澤辰也 | 12.9%  | [ 19 ] |
| 第9話                                                          | 12月16日       | 秘密の家                   | 金井寛                        | 池澤辰也 | 15.0%  | [ 20 ] |
| 第10話                                                         | 2016年1月1日   | 英雄〜罪深き者たち         | 真野勝成                      | 橋本一   | 16.7%  | [ 21 ] |
| 第11話                                                         | 1月13日        | 共演者                     | 坂上かつえ                    | 兼崎涼介 | 12.6%  | [ 22 ] |
| 第12話                                                         | 1月20日        | 陣川という名の犬           | 真野勝成                      | 橋本一   | 13.7%  | [ 23 ] |
| 第13話                                                         | 1月27日        | 伊丹刑事の失職             | 金井寛                        | 東伸児   | 15.3%  | [ 24 ] |
| 第14話                                                         | 2月3日         | スポットライト             | 宮村優子                      | 内片輝   | 14.6%  | [ 25 ] |
| 第15話                                                         | 2月10日        | 警察嫌い                   | 輿水泰弘                      | 橋本一   | 12.8%  | [ 26 ] |
| 第16話                                                         | 2月17日        | 右京の同級生               | 山本むつみ                    | 池澤辰也 | 15.4%  | [ 27 ] |
| 第17話                                                         | 2月24日        | 物理学者と猫               | 徳永富彦                      | 兼崎涼介 | 14.1%  | [ 28 ] |
| 第18話                                                         | 3月2日         | 神隠しの山（前編）         | 池上純哉                      | 橋本一   | 13.3%  | [ 29 ] |
| 第19話                                                         | 3月9日         | 神隠しの山の始末（後編）   | 池上純哉                      | 橋本一   | 16.0%  | [ 30 ] |
| 最終話                                                         | 3月16日        | ラストケース               | 輿水泰弘                      | 和泉聖治 | 15.8%  | [ 31 ] |
| 平均視聴率 15.3%（視聴率はビデオリサーチ調べ、関東地区・世帯） |                |                            |                               |          |        |        |

### season15
- 2016年10月12日[2][32] - 2017年3月22日、全18話、平均視聴率 15.2%。
- タイトルロゴは『相棒15』。
- 第1話・最終話は20時から22時9分までの2時間9分SP。
- 第10話は日曜21時から23時15分までの2時間15分SP。

| 話数                                                                         | 放送日         | サブタイトル             | 脚本       | 監督       | 視聴率 | 脚注   |
| ---------------------------------------------------------------------------- | -------------- | ------------------------ | ---------- | ---------- | ------ | ------ |
| 第1話                                                                        | 2016年10月12日 | 守護神                   | 輿水泰弘   | 橋本一     | 15.5%  | [ 34 ] |
| 第2話                                                                        | 10月19日       | チェイン                 | 真野勝成   | 兼﨑涼介   | 15.3%  | [ 35 ] |
| 第3話                                                                        | 10月26日       | 人生のお会計             | 櫻井智也   | 兼﨑涼介   | 14.6%  | [ 36 ] |
| 第4話                                                                        | 11月2日        | 出来心                   | 山本むつみ | 藤岡浩二郎 | 15.3%  | [ 37 ] |
| 第5話                                                                        | 11月9日        | ブルーピカソ             | 坂上かつえ | 藤岡浩二郎 | 13.6%  | [ 38 ] |
| 第6話                                                                        | 11月16日       | 嘘吐き                   | 森下直     | 橋本一     | 15.1%  | [ 39 ] |
| 第7話                                                                        | 11月23日       | フェイク                 | 徳永富彦   | 権野元     | 14.4%  | [ 40 ] |
| 第8話                                                                        | 11月30日       | 100%の女                 | 金井寛     | 権野元     | 15.1%  | [ 41 ] |
| 第9話                                                                        | 12月7日        | あとぴん〜角田課長の告白 | 宮村優子   | 橋本一     | 12.9%  | [ 42 ] |
| 第10話                                                                       | 2017年1月1日   | 帰還                     | 真野勝成   | 兼﨑涼介   | 17.3%  | [ 43 ] |
| 第11話                                                                       | 1月11日        | アンタッチャブル         | 山本むつみ | 橋本一     | 14.6%  | [ 44 ] |
| 第12話                                                                       | 1月18日        | 臭い飯                   | 池上純哉   | 杉山泰一   | 13.3%  | [ 45 ] |
| 第13話                                                                       | 2月1日         | 声なき者〜籠城           | 太田愛     | 橋本一     | 14.6%  | [ 46 ] |
| 第14話                                                                       | 2月8日         | 声なき者〜突入           | 太田愛     | 橋本一     | 14.5%  | [ 47 ] |
| 第15話                                                                       | 2月15日        | パスワード               | 櫻井智也   | 池澤辰也   | 15.7%  | [ 48 ] |
| 第16話                                                                       | 2月22日        | ギフト                   | 真野勝成   | 内片輝     | 15.7%  | [ 49 ] |
| 第17話                                                                       | 3月1日         | ラストワーク             | 森下直     | 内片輝     | 15.5%  | [ 50 ] |
| 最終話                                                                       | 3月22日        | 悪魔の証明               | 輿水泰弘   | 橋本一     | 16.2%  | [ 51 ] |
| 平均視聴率 15.2%（視聴率はビデオリサーチ調べ、関東地区・世帯・リアルタイム） |                |                          |            |            |        |        |

### season16
- 2017年10月18日[53] - 2018年3月14日、全20話、平均視聴率 15.2%。
- タイトルロゴは『相棒16』。
- 第1話は21時から22時24分の30分拡大SP。
- 第2話は21時から22時9分の15分拡大SP。
- 第10話は月曜21時から23時15分までの2時間15分SP。
- 第14話で放送300回を迎えるため、第13話・第14話を2週連続の前後編として「300回記念スペシャル」を放送[7]。なお、第13話から第15話までの連続3話は21時から22時9分までの15分拡大SP。
- 第18話は2月21日に警視庁副総監衣笠藤治役の大杉漣が急死した事への追悼テロップを表記した上で放送。以後衣笠藤治役は最終話より杉本哲太が後任として演じている。なお、大杉は最終話の撮影に参加していたが、急死により大杉の出演部分は不採用とされた。
- 最終話は20時から22時9分までの2時間9分SP。
- このシーズンより、第1話・第2話は2週連続の拡大SPとして、前編、後編に分けて放送。

| 話数                                                                         | 放送日         | サブタイトル                             | 脚本       | 監督     | 視聴率 | 脚注   |
| ---------------------------------------------------------------------------- | -------------- | ---------------------------------------- | ---------- | -------- | ------ | ------ |
| 第1話                                                                        | 2017年10月18日 | 検察捜査                                 | 輿水泰弘   | 橋本一   | 15.9%  | [ 55 ] |
| 第2話                                                                        | 10月25日       | 検察捜査〜反撃                           | 輿水泰弘   | 橋本一   | 16.6%  | [ 56 ] |
| 第3話                                                                        | 11月1日        | 銀婚式                                   | 太田愛     | 内片輝   | 14.2%  | [ 57 ] |
| 第4話                                                                        | 11月8日        | ケンちゃん                               | 金井寛     | 橋本一   | 16.4%  | [ 58 ] |
| 第5話                                                                        | 11月15日       | 手巾（ハンケチ）                         | 浜田秀哉   | 内片輝   | 14.6%  | [ 59 ] |
| 第6話                                                                        | 11月22日       | ジョーカー                               | 浜田秀哉   | 兼﨑涼介 | 13.8%  | [ 60 ] |
| 第7話                                                                        | 11月29日       | 倫敦からの客人                           | 徳永富彦   | 内片輝   | 13.5%  | [ 61 ] |
| 第8話                                                                        | 12月6日        | ドグマ                                   | 真野勝成   | 兼﨑涼介 | 13.6%  | [ 62 ] |
| 第9話                                                                        | 12月13日       | 目撃しない女                             | 山本むつみ | 杉山泰一 | 13.8%  | [ 63 ] |
| 第10話                                                                       | 2018年1月1日   | サクラ                                   | 太田愛     | 内片輝   | 15.4%  | [ 64 ] |
| 第11話                                                                       | 01月10日       | ダメージグッズ                           | 真野勝成   | 内片輝   | 12.9%  | [ 65 ] |
| 第12話                                                                       | 01月17日       | 暗数                                     | 山本むつみ | 橋本一   | 15.5%  | [ 66 ] |
| 第13話                                                                       | 01月24日       | いわんや悪人をや（前篇）                 | 輿水泰弘   | 兼﨑涼介 | 15.6%  | [ 67 ] |
| 第14話                                                                       | 01月31日       | いわんや悪人をや（後篇）                 | 輿水泰弘   | 兼﨑涼介 | 17.3%  | [ 68 ] |
| 第15話                                                                       | 02月7日        | 事故物件                                 | 太田愛     | 権野元   | 16.9%  | [ 69 ] |
| 第16話                                                                       | 2月14日        | さっちゃん                               | 真野勝成   | 橋本一   | 14.8%  | [ 70 ] |
| 第17話                                                                       | 2月21日        | 騙し討ち                                 | 金井寛     | 権野元   | 12.0%  | [ 71 ] |
| 第18話                                                                       | 2月28日        | ロスト〜真相喪失                         | 池上純哉   | 橋本一   | 15.0%  | [ 72 ] |
| 第19話                                                                       | 03月7日        | 少年A                                    | 徳永富彦   | 橋本一   | 15.7%  | [ 73 ] |
| 最終話                                                                       | 03月14日       | 容疑者六人〜アンユージュアル・サスペクツ | 輿水泰弘   | 権野元   | 16.6%  | [ 74 ] |
| 平均視聴率 15.2%（視聴率はビデオリサーチ調べ、関東地区・世帯・リアルタイム） |                |                                          |            |          |        |        |

### season17
- 2018年10月17日[75] - 2019年3月20日、全20話、平均視聴率 15.3%。
- タイトルロゴは『相棒17』で、『相棒』の後ろに『17』の表記が重なるように表記されている。
- 第1話は21時から22時24分の30分後拡大SP。
- 第2話は21時から22時9分の15分後拡大SP。
- 第1話終盤、2018年9月27日に大木長十郎役の志水正義が死去したことを受け、生前の映像・写真と共に追悼テロップが表示された。
- 第10話は『テレビ朝日開局60周年記念番組』として火曜21時から23時15分までの2時間15分SP。
- 最終話は20時から22時9分の2時間9分SP。

| 話数                                                                         | 放送日         | サブタイトル             | 脚本       | 監督     | 視聴率 | 脚注   |
| ---------------------------------------------------------------------------- | -------------- | ------------------------ | ---------- | -------- | ------ | ------ |
| 第1話                                                                        | 2018年10月17日 | ボディ                   | 輿水泰弘   | 橋本一   | 17.1%  | [ 77 ] |
| 第2話                                                                        | 10月24日       | ボディ〜二重の罠         | 輿水泰弘   | 橋本一   | 17.9%  | [ 78 ] |
| 第3話                                                                        | 10月31日       | 辞書の神様               | 神森万里江 | 権野元   | 15.6%  | [ 79 ] |
| 第4話                                                                        | 11月7日        | バクハン                 | 真野勝成   | 橋本一   | 15.2%  | [ 80 ] |
| 第5話                                                                        | 11月14日       | 計算違いな男             | 根本ノンジ | 橋本一   | 13.6%  | [ 81 ] |
| 第6話                                                                        | 11月21日       | ブラックパールの女       | 山本むつみ | 権野元   | 16.4%  | [ 82 ] |
| 第7話                                                                        | 11月28日       | うさぎとかめ             | 森下直     | 橋本一   | 15.1%  | [ 83 ] |
| 第8話                                                                        | 12月5日        | 微笑みの研究             | 金井寛     | 権野元   | 12.0%  | [ 84 ] |
| 第9話                                                                        | 12月12日       | 刑事一人                 | 真野勝成   | 権野元   | 15.0%  | [ 85 ] |
| 第10話                                                                       | 2019年1月1日   | ディーバ                 | 太田愛     | 権野元   | 15.5%  | [ 86 ] |
| 第11話                                                                       | 01月16日       | 密着特命係24時           | 根本ノンジ | 杉山泰一 | 14.5%  | [ 87 ] |
| 第12話                                                                       | 01月23日       | 怖い家                   | 山本むつみ | 杉山泰一 | 15.6%  | [ 88 ] |
| 第13話                                                                       | 01月30日       | 10億分の1                | 神森万里江 | 片山修   | 16.5%  | [ 89 ] |
| 第14話                                                                       | 02月6日        | そして妻が消えた         | 根本ノンジ | 片山修   | 14.7%  | [ 90 ] |
| 第15話                                                                       | 02月13日       | 99%の女                  | 金井寛     | 内片輝   | 15.7%  | [ 91 ] |
| 第16話                                                                       | 02月20日       | 容疑者 内村完爾          | 児玉頼子   | 内片輝   | 16.7%  | [ 92 ] |
| 第17話                                                                       | 02月27日       | 倫敦からの刺客           | 徳永富彦   | 橋本一   | 15.1%  | [ 93 ] |
| 第18話                                                                       | 03月6日        | 漂流少年〜月本幸子の覚悟 | 太田愛     | 橋本一   | 15.1%  | [ 94 ] |
| 第19話                                                                       | 03月13日       | 漂流少年〜月本幸子の決断 | 太田愛     | 橋本一   | 15.1%  | [ 95 ] |
| 最終話                                                                       | 03月20日       | 新世界より               | 金井寛     | 内片輝   | 14.1%  | [ 96 ] |
| 平均視聴率 15.3%（視聴率はビデオリサーチ調べ、関東地区・世帯・リアルタイム） |                |                          |            |          |        |        |

### season18
- 2019年10月9日[97] - 2020年3月18日、全20話、平均視聴率 14.8%。
- テレビ朝日開局60周年と『相棒』シリーズ20周年を記念して放送。
- 『相棒』シリーズでは初の”見逃し配信”が開始され[98]、以後のシーズンでも見逃し配信が行われるようになった。
- タイトルロゴは『相棒18』で、『相棒』の後ろに『18』の文字が重なるように表記されている[注 5][99]。通常回の第3話 - 第10話、第12話 - 第19話ではオープニング映像の最後にタイトルロゴが表示されるが、第1話、第2話、第11話、最終話などの拡大スペシャルではオープニング映像の冒頭にタイトルロゴが表示され[100]、映像の最後に『special』と表示される。
- 第1話・第2話は21時から22時24分の30分拡大SP。
- 第11話は『テレビ朝日開局60周年記念番組』として21時から23時15分までの2時間15分SP。
- 最終話は20時から22時9分の2時間9分SP。

| 話数                                                                         | 放送日        | サブタイトル                       | 脚本       | 監督     | 視聴率 | 脚注    |
| ---------------------------------------------------------------------------- | ------------- | ---------------------------------- | ---------- | -------- | ------ | ------- |
| 第1話                                                                        | 2019年10月9日 | アレスの進撃                       | 輿水泰弘   | 橋本一   | 16.7%  | [ 102 ] |
| 第2話                                                                        | 10月16日      | アレスの進撃〜最終決戦             | 輿水泰弘   | 橋本一   | 15.4%  | [ 103 ] |
| 第3話                                                                        | 10月23日      | 少女                               | 神森万里江 | 権野元   | 11.9%  | [ 104 ] |
| 第4話                                                                        | 10月30日      | 声なき声                           | 児玉頼子   | 権野元   | 15.7%  | [ 105 ] |
| 第5話                                                                        | 11月6日       | さらば愛しき人よ                   | 児玉頼子   | 橋本一   | 14.3%  | [ 106 ] |
| 第6話                                                                        | 11月20日      | 右京の目                           | 根本ノンジ | 橋本一   | 15.2%  | [ 107 ] |
| 第7話                                                                        | 11月27日      | ご縁                               | 斉藤陽子   | 片山修   | 15.0%  | [ 108 ] |
| 第8話                                                                        | 12月4日       | 檻の中〜陰謀                       | 神森万里江 | 権野元   | 13.3%  | [ 109 ] |
| 第9話                                                                        | 12月11日      | 檻の中〜告発                       | 神森万里江 | 権野元   | 14.0%  | [ 110 ] |
| 第10話                                                                       | 12月18日      | 杉下右京の秘密                     | 根本ノンジ | 片山修   | 14.6%  | [ 111 ] |
| 第11話                                                                       | 2020年1月1日  | ブラックアウト                     | 神森万里江 | 橋本一   | 16.7%  | [ 112 ] |
| 第12話                                                                       | 01月15日      | 青木年男の受難                     | 児玉頼子   | 杉山泰一 | 14.5%  | [ 113 ] |
| 第13話                                                                       | 01月22日      | 神の声                             | 山崎太基   | 杉山泰一 | 16.2%  | [ 114 ] |
| 第14話                                                                       | 01月29日      | 善悪の彼岸〜ピエタ                 | 徳永富彦   | 内片輝   | 14.0%  | [ 115 ] |
| 第15話                                                                       | 02月5日       | 善悪の彼岸〜深淵                   | 徳永富彦   | 内片輝   | 11.8%  | [ 116 ] |
| 第16話                                                                       | 02月19日      | けむり〜陣川警部補の有給休暇       | 根本ノンジ | 権野元   | 13.9%  | [ 117 ] |
| 第17話                                                                       | 02月26日      | いびつな真珠の女                   | 山本むつみ | 権野元   | 14.1%  | [ 118 ] |
| 第18話                                                                       | 03月4日       | 薔薇と髭との間に                   | 児玉頼子   | 片山修   | 16.4%  | [ 119 ] |
| 第19話                                                                       | 03月11日      | 突破口                             | 太田愛     | 片山修   | 15.9%  | [ 120 ] |
| 最終話                                                                       | 03月18日      | ディープフェイク・エクスペリメント | 輿水泰弘   | 権野元   | 13.8%  | [ 121 ] |
| 平均視聴率 14.8%（視聴率はビデオリサーチ調べ、関東地区・世帯・リアルタイム） |               |                                    |            |          |        |         |

### season19
- 2020年10月14日 - 2021年3月17日、全20話、平均視聴率 15.0%。
- タイトルロゴは『相棒19』で、『相棒』の下に『19』の文字が重なるように表記されている[123]。
- 相棒シリーズ20周年目の放送。
- 第1話・最終話は21時から22時24分の30分拡大SP。
- 第2話・第19話は21時から22時9分の15分拡大SP。
- 第1話終盤、2020年9月14日に風間楓子役の芦名星が急死したことを受け、生前の映像と共に追悼テロップが表示された。
- 第11話は金曜21時00分から23時15分までの2時間15分SP。
- このシーズンより、最終話が2週連続の拡大SPとして、前編、後編に分けて放送。

| 話数                                                                         | 放送日         | サブタイトル             | 脚本       | 監督     | 視聴率 | 脚注    |
| ---------------------------------------------------------------------------- | -------------- | ------------------------ | ---------- | -------- | ------ | ------- |
| 第1話                                                                        | 2020年10月14日 | プレゼンス               | 輿水泰弘   | 橋本一   | 17.9%  | [ 125 ] |
| 第2話                                                                        | 10月21日       | プレゼンス（後篇）       | 輿水泰弘   | 橋本一   | 16.4%  | [ 126 ] |
| 第3話                                                                        | 10月28日       | 目利き                   | 神森万里江 | 権野元   | 16.3%  | [ 127 ] |
| 第4話                                                                        | 11月4日        | 藪の外                   | 児玉頼子   | 杉山泰一 | 14.9%  | [ 128 ] |
| 第5話                                                                        | 11月11日       | 天上の棲家               | 斉藤陽子   | 権野元   | 13.8%  | [ 129 ] |
| 第6話                                                                        | 11月18日       | 三文芝居                 | 瀧本智行   | 権野元   | 14.1%  | [ 130 ] |
| 第7話                                                                        | 11月25日       | 同日同刻                 | 山本むつみ | 橋本一   | 12.3%  | [ 131 ] |
| 第8話                                                                        | 12月2日        | 一夜の夢                 | 金井寛     | 杉山泰一 | 12.7%  | [ 132 ] |
| 第9話                                                                        | 12月9日        | 匿名                     | 杉山嘉一   | 権野元   | 13.9%  | [ 133 ] |
| 第10話                                                                       | 12月16日       | 超・新生                 | 輿水泰弘   | 橋本一   | 12.8%  | [ 134 ] |
| 第11話                                                                       | 2021年1月1日   | オマエニツミハ           | 瀧本智行   | 権野元   | 16.1%  | [ 135 ] |
| 第12話                                                                       | 01月13日       | 欺し合い                 | 徳永富彦   | 橋本一   | 14.1%  | [ 136 ] |
| 第13話                                                                       | 01月20日       | 死神はまだか             | 輿水泰弘   | 橋本一   | 14.7%  | [ 137 ] |
| 第14話                                                                       | 01月27日       | 忘れもの                 | 山本むつみ | 片山修   | 15.2%  | [ 138 ] |
| 第15話                                                                       | 02月3日        | 薔薇と髭の不運           | 児玉頼子   | 東伸児   | 14.8%  | [ 139 ] |
| 第16話                                                                       | 02月17日       | 人生ゲーム               | 瀧本智行   | 東伸児   | 15.5%  | [ 140 ] |
| 第17話                                                                       | 02月24日       | 右京の眼鏡               | 神森万里江 | 田村孝蔵 | 15.1%  | [ 141 ] |
| 第18話                                                                       | 03月3日        | 選ばれし者               | 杉山嘉一   | 田村孝蔵 | 15.5%  | [ 142 ] |
| 第19話                                                                       | 03月10日       | 暗殺者への招待           | 輿水泰弘   | 橋本一   | 15.3%  | [ 143 ] |
| 最終話                                                                       | 03月17日       | 暗殺者への招待〜宣戦布告 | 輿水泰弘   | 橋本一   | 15.3%  | [ 144 ] |
| 平均視聴率 15.0%（視聴率はビデオリサーチ調べ、関東地区・世帯・リアルタイム） |                |                          |            |          |        |         |

### season20
- 2021年10月13日 - 2022年3月23日、全20話、平均視聴率 13.5%。
- タイトルロゴは『相棒20』で、『相棒』の後ろに『20』の文字が重なるように表記されている[注 6]。ロゴのデザインがseason14から使用されていた明朝体から再びオリジナルデザインへ変更になった[注 7]。
- 第1話は21時から22時9分の15分拡大SP。
- 第2話・第19話・最終話は21時から22時4分の10分拡大SP。
- 第11話は土曜21時から23時15分までの2時間15分SP。
- 第12話から第15話まで関東地区のみ、直前の20時54分から21時に、事前番組『このあと相棒』が別途放送された。
- このシーズンの第1話、第2話、第3話は、前編、中編、後編のストーリー構成となった。
- season7を最後にシリーズを離れていた岩下悠子が13年ぶりに脚本を担当した。

| 話数                                                                         | 放送日         | サブタイトル                     | 脚本       | 監督     | 視聴率 | 脚注    |
| ---------------------------------------------------------------------------- | -------------- | -------------------------------- | ---------- | -------- | ------ | ------- |
| 第1話                                                                        | 2021年10月13日 | 復活〜口封じの死                 | 輿水泰弘   | 橋本一   | 15.2%  | [ 147 ] |
| 第2話                                                                        | 10月20日       | 復活〜死者の反撃                 | 輿水泰弘   | 橋本一   | 14.5%  | [ 148 ] |
| 第3話                                                                        | 10月27日       | 復活〜最終決戦                   | 輿水泰弘   | 橋本一   | 12.6%  | [ 149 ] |
| 第4話                                                                        | 11月3日        | 贈る言葉                         | 神森万里江 | 橋本一   | 13.3%  | [ 150 ] |
| 第5話                                                                        | 11月10日       | 光射す                           | 池上純哉   | 守下敏行 | 13.3%  | [ 151 ] |
| 第6話                                                                        | 11月17日       | マイルール                       | 森下直     | 橋本一   | 11.0%  | [ 152 ] |
| 第7話                                                                        | 11月24日       | かわおとこ                       | 山本むつみ | 守下敏行 | 15.0%  | [ 153 ] |
| 第8話                                                                        | 12月8日        | 操り人形                         | 瀧本智行   | 守下敏行 | 11.2%  | [ 154 ] |
| 第9話                                                                        | 12月15日       | 生まれ変わった男                 | 川﨑龍太   | 蔵方政俊 | 12.2%  | [ 155 ] |
| 第10話                                                                       | 12月22日       | 紅茶のおいしい喫茶店             | 根本ノンジ | 蔵方政俊 | 13.4%  | [ 156 ] |
| 第11話                                                                       | 2022年1月1日   | 二人                             | 太田愛     | 権野元   | 14.5%  | [ 157 ] |
| 第12話                                                                       | 01月19日       | お宝探し                         | 斉藤陽子   | 権野元   | 12.4%  | [ 158 ] |
| 第13話                                                                       | 01月26日       | 死者の結婚                       | 川﨑龍太   | 権野元   | 12.8%  | [ 159 ] |
| 第14話                                                                       | 02月2日        | ディアボロス                     | 岩下悠子   | 守下敏行 | 12.1%  | [ 160 ] |
| 第15話                                                                       | 02月9日        | 食わせもの                       | 山本むつみ | 橋本一   | 12.7%  | [ 161 ] |
| 第16話                                                                       | 02月23日       | ある晴れた日の殺人               | 徳永富彦   | 橋本一   | 13.6%  | [ 162 ] |
| 第17話                                                                       | 03月2日        | 米沢守再びの事件                 | 岩下悠子   | 権野元   | 13.3%  | [ 163 ] |
| 第18話                                                                       | 03月9日        | 詩集を売る女                     | 瀧本智行   | 権野元   | 13.5%  | [ 164 ] |
| 第19話                                                                       | 03月16日       | 冠城亘最後の事件ー仇敵           | 輿水泰弘   | 橋本一   | 14.9%  | [ 165 ] |
| 最終話                                                                       | 03月23日       | 冠城亘最後の事件ー特命係との別離 | 輿水泰弘   | 橋本一   | 15.2%  | [ 166 ] |
| 平均視聴率 13.5%（視聴率はビデオリサーチ調べ、関東地区・世帯・リアルタイム） |                |                                  |            |          |        |         |

## 主な登場人物
- 杉下右京 - 水谷豊
- 冠城亘 - 反町隆史（S14-1〜S20-20〈終〉まで登場）
- 月本幸子 - 鈴木杏樹（S17-19まで登場）
- 小出茉梨 - 森口瑤子（S18-20〈終〉から登場）
- 内村完爾 - 片桐竜次
- 中園照生 - 小野了
- 伊丹憲一 - 川原和久
- 芹沢慶二 - 山中崇史
- 出雲麗音 - 篠原ゆき子（S19-1から登場）
- 米沢守 - 六角精児（〜S14-20〈終〉 / S15-13、14 / S16-5 / S20-17に登場）
- 益子桑栄 - 田中隆三（S15-1から登場）
- 青木年男 - 浅利陽介（S14-15 / S15-1〜S20-20〈終〉に登場）
- 角田六郎 - 山西惇
- 大木長十郎 - 志水正義（〜S17-3、8に登場）
- 小松真琴 - 久保田龍吉（S17-20〈終〉まで登場）
- 陣川公平 - 原田龍二（S14-12 / S15-16〈写真〉 / S16-11 / S18-16 / S20-4に登場）
- 大河内春樹 - 神保悟志（S14-1、2、12、20〈終〉 / S15-10、13、18〈終〉 / S16-2、6、8、10、13、20〈終〉 / S17-2、4、9 / S18-1、2、20〈終〉 / S19-1、20〈終〉 / S20-1、2、19、20〈終〉に登場）
- 衣笠藤治 - 大杉漣（S15-1〜S16-13に登場）、杉本哲太（S16-20〈終〉から登場）
- 甲斐峯秋 - 石坂浩二
- 社美彌子 - 仲間由紀恵（S15-1、10、18〈終〉 / S16-1、2、10、13、14、20〈終〉 / S17-10、20〈終〉 / S18-1、2、20〈終〉 / S19-1、2、11、20〈終〉 / S20-1、2、3、11、19、20〈終〉に登場）
- 日下部彌彦 - 榎木孝明（S14-1、4、15、16、18、20〈終〉 / S15-1、8、18〈終〉 / S16-1、2、8、13 / S17-7、10 / S20-19、20〈終〉に登場）
- 風間楓子 - 芦名星（S15-18〈終〉〜S19-2まで登場）

## 主な登場人物関連ゲスト
元主な登場人物
- 神戸尊 - 及川光博（S15-13、14 / S17-10、19〈回想〉に登場）
- 三浦信輔 - 大谷亮介（S14-10に登場）

主な登場人物の親族
- 社美彌子の母親 - 三谷侑未（S15-1、18〈終〉 / S20-20〈終〉）
- 社マリア - ピエレット・キャサリン（S15-1、18〈終〉） → ギラルド沙羅（S16-10、13） → 土方エミリ（S20-19、20〈終〉）
- 市原里奈 - 桜田ひより（S15-11 / S16-12）
- 衣笠祥子 - 筒井真理子（S16-12）
- 風間圭三 - 三溝浩二（S16-20〈終〉）
- 風間匡子 - 加賀まりこ（S16-20〈終〉）
- 冠城由梨 - 飯島直子（S20-11）
- 青木綱一郎 - 浅利陽介（S20-20〈終〉〈写真〉）

主な登場人物の元相棒
- 南井十 / 鏡見悟 - 伊武雅刀（S16-7 / S17-17 / S18-14、15）（少年期：江原唯斗〈S18-14〉）

## 複数回登場のゲスト

### 複数回登場（警視庁）
本庁総務部
- 松永 - 大山竜一（S15-1、18〈終〉）
- 石川大輔 - 林泰文（S16-10 / S20-11）

本庁刑事部
- 吉岡琢磨 - 坂田雅彦（S15-7、13、14）
- 結城守 - 平井真軌（S15-7 / S17-10）
- 綿貫肇 - 児島功一（S15-10、13、14、16 / S16-6、10 / S17-10、20〈終〉 / S20-17）
- 吉田剛 - 田中啓三（S15-10）
- 塚本 - 井川哲也（S19-3、10）

本庁公安部
- 天野是清 - 羽場裕一（S15-18〈終〉）

本庁生活安全部
- 谷崎莊司 - 柴木丈瑠（S15-18〈終〉 / S16-2、10、12）
- 土師太 - 松嶋亮太（S16-20〈終〉 / S18-1、2、12、20〈終〉 / S19-1、11 / S20-9、11、20〈終〉）

### 複数回登場（三権）
政治家
- 片山雛子 - 木村佳乃（S14-10 / S16-13、14 / S18-1、2 / S20-19、20〈終〉）
- 鑓鞍兵衛 - 柄本明（S17-1、2 / S18-2 / S19-19、20〈終〉 / S20-19、20〈終〉）

政治家（主な登場人物以外）
- 折口洋介 - 篠井英介（S16-10）
- 鶴田翁助 - 相島一之（S18-20〈終〉 / S19-19、20〈終〉 / S20-1、2、3）
- 朱雀武比古 - 本田博太郎（S20-1）
- 袴田茂昭 - 片岡孝太郎（S20-11）

内閣
- 柾庸子 - 遠山景織子（S18-20〈終〉 / S19-19、20〈終〉 / S20-1、3）
- 栗橋東一郎 - 陰山泰（S18-20〈終〉 / S19-19、20〈終〉 / S20-1、2、3）

警察庁
- 山崎哲雄 - 菅原大吉（S15-13、14）

法務省
- 坊谷一樹 - 蔵原健（S15-1 / S16-13、14）

検察庁
- 黒崎健太 - 内田裕也（S14-4、10 / S15-10 / S16-8 / S19-5）
- 倉田映子 - 鶴田真由（S15-8 / S16-1〈回想〉 / S17-15）
- 階真 - 辻本祐樹（S20-1、2、3）

その他官公庁
- 結城宏 - 弓削智久（S20-11）

弁護士
- 連城建彦 - 松尾諭（S15-16 / S16-6 / S17-6 / S18-17、19 / S19-7）
- 中郷都々子 - 織田梨沙（S19-19、20〈終〉 / S20-1、2）
- 三門安吾 - 山田明郷（S19-19、20〈終〉 / S20-1、3）

### 複数回登場（企業）
報道関係者
- ヤロポロク・アレンスキー - ユーリー・B・ブラーフ（S16-14）
- 鷹島瑤子 - 小森郁子（S14-10 / S15-7）
- 八津崎奨 - 橋本拓也（S16-20〈終〉 / S17-1 / S18-20〈終〉 / S19-1）
- 森尾淳史 - 古山憲太郎（S18-17 / S19-7）
- 岡元文彦 - おかやまはじめ（S19-5、11）

財界関係者
- 桂川宗佐 - 村上新悟（S18-1、2、9、20〈終〉）
- 加西周明 - 石丸幹二（S19-1、2、19、20〈終〉 / S20-1、2、3）

その他企業関係者
- 朱音静 - 日南響子（S19-1、2、19、20〈終〉）
- 万津幸矢 - 櫻井圭佑（S19-1、2、19〈回想〉、20〈終〉〈写真〉）

### 複数回登場（反社）
暴力団関係者
- 田村秀明 - 児玉貴志（S16-16）
- 桑田圓丈 - 大石吾朗（S19-1、10）
- 鬼丸播磨 - 三国一夫（S19-1、10）
- 虎鉄 - 鳥谷宏之（S19-10）
- 虎太郎 - 田中俊介（S19-1、2、10）

指名手配犯
- 生木拓 - 草野イニ（S14-12、S15-16〈写真〉 / S16-11〈回想〉）

その他反社会勢力
- 本多篤人 - 古谷一行（S14-10）
- 早瀬茉莉 - 内山理名（S14-10）
- 平井貞夫 - 風間杜夫（S15-4 / S20-15）（少年期：山下心煌〈S15-4〉）
- 遠峰小夜子 - 西田尚美（S17-6 / S18-17 / S19-7）（少女期：佐々木告〈S19-7〉）
- 藤原久美子 - 松本海希（整形前：S19-20〈終〉) → 松本享子（整形後：S20-1、2、3）

### 複数回登場（その他）
教育関係者
- 三上冨貴江 - とよた真帆（S16-20〈終〉 / S17-1、2）
- 磯部昭夫 - 真山章志（S20-12）

その他自営業者
- ヒロコ - 深沢敦（S18-18 / S19-15）
- 北一幸 - 野間口徹（S14-12 / S15-16）
- 矢島さゆみ - 黒川智花（S14-12 / S15-16〈写真〉 / S16-11〈回想〉）
- 新崎芽依 - 朝倉あき（S16-9 / S18-17）

その他
- 蓮妙 - 高橋惠子（S16-13、14）
- 高田創 - 加藤清史郎（S16-19）
- 江波和江 - 山本道子（S18-6、20〈終〉〈回想〉）
- 万津蒔子 - 松永玲子（S19-1、2、19、20〈終〉）

## 単発ゲスト
season14 / season15 / season16 / season17 / season18 / season19 / season20

### season14（2015年 - 2016年）
第1話 フランケンシュタインの告白
- 慈光（僧侶・西多摩刑務所の教誨師） - 大和田獏
- 増渕万里（西多摩刑務所の刑務官） - 阿部丈二
- 梅津源平（西多摩刑務所の受刑者） - 井之上隆志
- 美倉成豪（西多摩刑務所の受刑者） - 小柳心
- 田代伊久夫（西多摩刑務所の刑務官） - 栩原楽人
- 伊達宏（西多摩刑務所の刑務官） - 花戸祐介
- 磐城賢三（西多摩刑務所の所長） - 川島一平
- 荒木秀典（西多摩刑務所の受刑者） - 川辺邦弘
- 藤森喜郎（西多摩刑務所の特別司法警察職員） - 植村喜八郎
- 井川茂（西多摩刑務所の特別司法警察職員） - 森山栄治
- 石井康孝（医師） - 中田春介
- 入木正次（西多摩刑務所の刑務官） - 杉田吉平
- 中嶋良行（西多摩刑務所の刑務官） - 藤岡大樹
- 坂崎保（西多摩刑務所の刑務官） - 真田幹也
- 大谷真治（西多摩刑務所の幹部） - 清水一彰
- 長尾朗（西多摩刑務所の幹部） - 井川哲也
- 木村（西多摩刑務所の受刑者） - 岩間天嗣
- 加東良一（西多摩刑務所の受刑者） - 中野貴生
- 志村（西多摩刑務所の受刑者） - 庄司浩之
- 千々谷（西多摩刑務所の受刑者） - 上西雄大

第2話 或る相棒の死
- 早田茂樹（埼玉県警中央警察署 刑事） - 宅間孝行
- 千原純次（ジャーナリスト・元警察官） - 関戸将志
- 千原麻衣（千原の娘・女子高生） - 堀田真由
- 浦上（埼玉県警中央警察署 署長） - 信太昌之
- 坂之上慶親（警視副総監） - 真夏竜
- 清水靖男（埼玉県警中央警察署 刑事） - 篠原さとし
- 松木卓也（埼玉県警中央警察署 刑事） - 川連廣明
- 奈々美（ホステス） - 和田麻菜

第3話 死に神
- 中村隼（中村ケミカル工業 社長） - 近藤公園
- 雨宮一馬（青年実業家） - 葛山信吾
- 志茂田光一（イタリアンレストランの実業家） - 鷲尾昇
- 坂下真里（中村の元婚約者・故人） - 松山愛里
- 福本早紀（自殺願望者） - 長谷川眞優
- 尾崎美由紀（あさぎ商事 社員） - 中島亜梨沙
- 若田（リポーター） - 川合千里
- 雨宮遥香（雨宮の妹・故人） - 坂上嘉世

第4話 ファンタスマゴリ
- 片野坂義男（金融コンサルタント・元警視庁捜査二課 課長） - 岩松了
- 譜久村聖太郎（政財界につながりを持つフィクサーと呼ばれる男） - 織本順吉
- 柳本愛（孝の娘・全日本バラ協会の財務担当） - 伊藤久美子
- 高木利一（警視庁捜査二課 刑事） - 加門良
- 牧野希美（聖フランセス学園のシスター） - 長尾奈奈
- 長谷川壮一（片野坂のボディーガード） - 土師正貴
- 小路祐介（譜久村家の庭師） - 藤原鉄苹
- 柳本孝（元証券マン・故人） - 古谷朋弘

第5話 2045
- 長江菜美子（人工知能技術研究所 研究員） - 平岩紙
- 坂本紘一（法務省刑事局刑事課企画室長） - 木下政治
- 藤井玲子（藤井の妻） - 寺田千穂
- 見村彩那（ブルーライトシステムズ 社員） - 田川可奈美
- 藤井由紀夫（法務省刑事局刑事課企画室主任） - 小林博
- ジェームズ（人工知能） - 小田久史（声）

第6話 はつ恋
- 星野玲奈（将人の内縁の妻・坂上税理士事務所の事務員） - 笛木優子（少女期：中村優花）
- 山本将人（ジャンクアーティスト） - 内浦純一（少年期：須田琉雅）
- 白石由紀（アートディレクター） - 中原果南
- 坂上武雄（坂上税理士事務所の税理士） - 石井テルユキ
- 小松典子（児童養護施設「清岩学園」の保母） - 前沢保美
- 星野浩史（玲奈の父） - 西岡秀記
- 佐々本徹（佐々本調査事務所 所長） - 田村寿啓

第7話 キモノ綺譚
- 上條愛（幸子の双子の妹・着付け教室の講師） - 西原亜希（幼少期：遠藤美優）
- 上條幸子（「クラブアルヘナ」ホステス兼マネージャー・源氏名「今日子」） - 西原亜希（二役）（幼少期：遠藤真優）
- 上條絵美（愛と幸子と吏玖の母・「クラブアルヘナ」ママ） - 岩本千春
- 上條吏玖（愛と幸子の弟） - 髙橋來
- 佐藤良行（刑事） - 天蝶二

第8話 最終回の奇跡
- 箱崎咲良（人気漫画家） - 玄理
- 箱崎ますみ（咲良の姉） - 原田佳奈
- 桜岡肇（ダイムエンタテイメント 社員） - 矢本悠馬
- 真山文彦（「月刊ジュピター」編集長） - 吉田智則
- 藤枝宏樹（「月刊ジュピター」編集部員） - 村上大樹
- 原田良輔（ダイムエンタテイメント 社長） - 内田健介
- 木下学（ダイムエンタテイメント 取締役） - 平川博晶
- 三輪里香（ダイムエンタテイメント 社長秘書） - 青山郁代

第9話 秘密の家
- 神田志乃（川口の娘） - 新妻聖子
- 神田祐介（志乃の夫・貿易会社社長） - 若狭勝也
- 沼田吾郎（首都警備保障 社長秘書） - 乃木涼介
- 佐竹修司（荒川橋不動産 社員） - 玉置孝匡
- 神田ひなた（祐介と志乃の娘・日野市立西小学校の児童） - 須田理央
- 室田繁（指名手配中の暴力団員） - 稲葉年哉
- 舞（ひなたの友達） - 杉堀佑衣
- 杏（ひなたの友達） - 山本瞳依
- マウロ・アロンソ（エルドビア人・反政府組織の一員） - ホセイン・ペイマニ
- 黒川拓哉（喫茶店の店長） - 小泉翔斗
- 川口健作（首都警備保障 社長・元山梨県警副本部長） - 西田健

第10話 英雄〜罪深き者たち
- 植村明梨（富山県後浦村役場の職員） - 武田梨奈（幼少期：須河涼）
- 鞘師九一郎（サルウィン共和国の外交官・元暴力団組長・現在の名前「ツニャカオ」） - 橋本さとし
- 柄谷時生（孤児） - 郭智博（幼少期：橋爪龍）
- 森戸智紀（音越の第二秘書・大黒の元秘書） - 山岸門人
- 浦上直（音越のボディーガード） - 鍛治直人
- 須賀原正夫（警視庁公安部公安三課 警部補） - 越村友一
- 大黒隆明（富山県選出の元国会議員・故人） - 重松収
- 林圭子（児童保護施設） - はやしだみき
- 尾崎（看護師） - 及川莉乃
- 音越栄徳（内閣官房長官） - 西村和彦（S16-13〈回想〉）

第11話 共演者
- 桜庭かなえ（女優） - 高橋かおり
- 岡田弘志（キャピタル法律事務所の弁護士・冠城亘の大学の同期） - 田中壮太郎
- 新庄輝夫（付き人） - 岸博之
- 中沢和男（静岡県警 刑事） - 二反田雅澄
- 林貴一（静岡県警 刑事） - 植田真介
- 森山敏則（恵子の元夫） - 祖父江進
- 遠藤二三男（映画監督） - 橋沢進一
- 桜庭恵子（かなえの姉でマネージャー） - 白土直子
- 川村美樹（ホステス） - 浜崎茜
- 小宮ユキ（付き人） - 岡部恭子
- 原田七海（元女優・万里子の遠縁・故人） - 中田絢千
- 水野良枝（桜庭家のお手伝い） - 安田亜矢
- 池内晋（ホテル支配人） - 小沢日出晴
- 森山カレン（敏則と恵子の娘） - 武井美優
- 桐島万里子（女優） - 多岐川裕美

第12話 陣川という名の犬
- 宮沢彩花（元弁当屋のパート店員） - 関谷春子
- 野田（害虫駆除会社「ノダ消毒」社長） - 剛州
- 矢島絵里（さゆみの姉） - 今村有希
- 瀬山圭子（都内広域女性連続殺人事件「第五の事件」の被害者） - 田野口萌

第13話 伊丹刑事の失職
- 今井将司（「日刊プレス」編集部記者） - 大場泰正
- 大庭泰三（宮子の息子・オオバ水道 社長） - 丹羽貞仁
- 柏田隆弘（「日刊プレス」編集長） - 野仲イサオ
- 峰岸圭一（旅行代理店「ラックスツアーズ」社長） - 志村東吾
- 加納美咲（旅行代理店「ラックスツアーズ」元社員） - 田中えみ
- 大庭宮子（詐欺被害者・故人） - 松風はる美

第14話 スポットライト
- 桑島伝（漫才コンビ「でんすけ」のツッコミ・あおい運送のアルバイト） - 渋谷謙人
- 原田コースケ（漫才コンビ「でんすけ」のボケ・あおい運送のアルバイト） - 駒木根隆介
- 式田リオ（芳彦の妻・総合美容サロン「shikita」社長） - 小林麻子
- 谷志桜里（芳彦の内縁の妻） - 荻野友里
- 式田芳彦（蘭栽培「オルキデ」経営者） - 木川淳一
- 鈴木美里（保育士・「でんすけ」のファン） - 小川夏鈴
- 桧山（劇場「下北ビッグ」経営者） - 藤原邦章
- 慎也（漫才コンビ「リッパーズ」のボケ） - ハードパンチャー妹尾（ザ・パーフェクト）
- 正樹（漫才コンビ「リッパーズ」のツッコミ） - ピンボケたろう（ザ・パーフェクト）
- 水島敦（蘭栽培「オルキデ」社員） - 小林裕之

第15話 警察嫌い
- 伊縫剛（真子の父・伊縫組組長・広域暴力団「銀龍会」若頭） - 上杉祥三
- 石川圭三（芸能プロダクション社長・真子の知り合い） - 中山峻
- 谷寿一郎（協和堂大学政経学部 3年生・第一発見者） - 下山葵
- 森下澪（協和堂大学社会学部 3年生・真子の恋人） - 大澤あけみ
- 色川真子（協和堂大学政経学部 3年生・殺人被害者） - 澄音

第16話 右京の同級生
- 野坂信一（法務省入国管理局の入国警備官） - 春田純一
- 犀川武彦（一般社団法人「国際ディスパッチ協会」理事長） - 桜木健一
- マリオ・ムラカミ（品川興産 清掃員・日系三世のエルドビア人） - 広瀬剛進
- 高井義人（国際ディスパッチ協会の調査員） - 神農直隆
- 黒木（クロキ金属加工 社長） - 掛田誠
- ニコラ・ガルシ（クロキ金属加工 作業員・エルドビア人） - セバスチャンK
- 小林（NPO法人在留外国人支援センターレストハウスのスタッフ） - せんだ雄太
- 小峰律子（小峰医院 医師・右京の小学校の同級生） - 竹下景子（小学生：吉川ひかり）

第17話 物理学者と猫
- 堀井亮（帝都大学 准教授） - 正名僕蔵
- 成田裕二（知子の夫・帝都大学 職員） - 中丸新将
- 成田知子（帝都大学 教授・故人） - 大沼百合子
- 山嵜麻美（帝都大学 准教授） - 林田麻里
- 青海翔太（麻美の助手） - 落合孝裕

第18話 神隠しの山（前編）
第19話 神隠しの山の始末（後編）
- 峰田鉄朗（陶芸家） - 升毅
- 峰田喜久子（鉄朗の妻） - 山口果林
- 遠藤里実（富士屋食堂 店員 兼 スナック「みき」ホステス） - 岡本あずさ
- 橘翔太（山梨電話工事の作業員） - 清水優
- 遠藤亮（里実の別居中の夫） - 川野直輝
- 斗ヶ沢雄輔（指名手配中の宝石強盗犯） - 窪寺昭
- 望月満（山梨県警 主任刑事） - 古井榮一
- 佐野和也（山梨県警 刑事） - 依田哲哉
- 村井流雲（失踪した陶芸家・峰田夫妻の師匠） - 大槻修治
- 前園桔平（霧谷村役場助役） - 下條アトム
- 宮田（質屋「宮田」店主） - 石山輝夫（第18話のみ）
- 金子みき（スナック「みき」ママ） - 丸山明恵（第18話のみ）

最終話 ラストケース
- 鴨志田慎子（公安調査官） - 高岡早紀
- 玉手平蔵（副総理大臣） - 小野寺昭
- 玄間寿郎（内閣総理大臣） - 国広富之
- 金井塚一（警視庁警察学校 学生） - 小柳友
- 伴野甚一（警視庁警察学校 学生） - 瀬川亮
- 宮家純惠（公安調査官） - 菅井玲
- 白石耕太（ネットジャーナリスト） - 長尾卓磨
- 斉藤瑠偉子（警視庁捜査一課 刑事） - 樋口泰子
- 枝野（警察学校射撃訓練の教官） - 中田敦夫
- 荒又興三（文部科学大臣） - 滝雅人
- 倉科（警視庁警察学校 学生） - 榎本たくま
- 田口（警視庁警察学校 学生） - 柳川公輔
- 山崎（警視庁警察学校 学生） - 江藤大我
- 菊本嘉之（農林水産大臣・テロ被害者遺族の会「希」顧問） - 石橋蓮司

### season15（2016年 - 2017年）
第1話 守護神
- 来栖トヨ（初恵の祖母） - 山本陽子
- 来栖初恵（ネイリスト） - 小野ゆり子（幼少期：兵頭莉音）
- 梶原脩斗（初恵の同居相手・幼少期に両親が死亡後トヨに引き取られる） - 辻本祐樹（幼少期：廣井啓人 / 中学生：板垣李光人）
- 西村源助（巡査・13年前の吉村雅美の死亡事故を担当） - 鈴木正幸
- 里崎森（里崎法律事務所の弁護士） - 田窪一世
- 宮田太（スポーツジムのインストラクター・4日前に用水路に転落し溺死） - 浜田大介
- 津原繁喜（元ブリーダー・4年前に海に落ちて溺死） - 中村瑞希
- 吉村雅美（13年前に崖から転落後に溺死） - 小林万莉

第2話 チェイン
- 羽賀友一（たばこ「プルクア」の喫煙者・「マークシステムズ」プロジェクトマネージャー） - 音尾琢真（若き日：玉村拓夢）
- 小田桜子（たばこ「プルクア」の喫煙者・野中の元恋人） - 大谷みつほ（高校生：仲村星凛）
- 工藤春馬（自称映画プロデューサー・1年前失踪・本名「石田祐太」） - 青山勝
- 野中樹生（ヤミ金融会社の元社員・山木利彦傷害致死事件の被疑者） - 原田健二（20歳：横田勝矢）
- ミヤビ（石田の同棲相手） - 筒井奏
- 鈴木（建設作業員） - 大川ひろし
- 山木利彦（ヤミ金融会社の元社員・野中の元上司） - 原圭介
- 尾形治夫（桜子の義理の父・18年前に建築現場で転落死） - 石井浩
- 福田丸雄（山木の元部下） - 中西晶

第3話 人生のお会計
- 谷中敏夫（ロワール生命 営業マン） - 石井正則
- 田島高司（元ホストで株のトレーダー・10年前に山本の娘の自殺のきっかけになった男） - 渋江譲二
- 山本幸一（警備会社社員・自殺を図り谷中に助けられる） - 十貫寺梅軒
- 高橋（ホストクラブ店長） - 田崎トシミ
- 田島裕子（田島の妻） - 福田温子
- 佐山泰三（銀星会会長） - 南雲祐介
- 森下幸彦（医師） - 小川あつし
- 須藤（山本の同僚） - 森山米次
- 田中（ロワール生命 社員・谷中の上司） - 由川信幸

第4話 出来心
- 尾形留美子（詐欺師・平井のパートナー） - 内田慈
- 古内繁治（会社員・平井と留美子の美人局に引っ掛かった男） - 武子太郎
- 江崎イト（ひったくりの被害者） - 野間洋子
- 平井（平井の母） - 南一恵
- 柏木優奈（第二の殺人被害者・寝具メーカー勤務） - 由月杏奈
- 小山絵里香（第一の殺人被害者） - 小宮結

第5話 ブルーピカソ
- 山本貴和子（磯田オークション 社員） - 森尾由美
- 中村沙織（絵画「ブルーピカソ」の所有者） - 新橋耐子
- 三上史郎（画家） - 斉藤陽一郎
- 磯田一輝（磯田オークション 社長） - 坂西良太
- 筒井宏次朗（不動産ブローカー） - 下総源太朗
- 小川加奈（磯田オークション 社員） - 仲村瑠璃亜
- 井上（喫茶店「CLOWN」マスター） - 小林尚臣
- 古澤俊文（古澤画廊 元経営者） - 堀内正美

第6話 嘘吐き
- 三ツ門夏音（女流漫画家・「村井ハイツ小平」の入居者） - 柳生みゆ
- 村井健三（「村井ハイツ小平」の大家） - 諏訪太朗
- 猪口勇人（夏音の隣室の住人） - 小林峻
- 岸谷レイナ（「瀬戸はるか」になりすましている女） - 菊地美香
- 瀬戸はるか（猪口の同棲相手） - 土居志央梨
- 河合節夫（塾経営者） - 鎌滝秋浩
- 河合妙子（河合の妻） - 瀬尾智美
- 笹本悦治（詐欺被害者） - 菅野久夫
- 長谷川房子（聖羽機械工業 社員） - 藤澤オリエ
- 三ツ門りお（夏音の母） - 前野恵

第7話 フェイク
- 高木美奈子（翔太の母） - 安達祐実
- 中山有里（広斗の母・宝飾品輸入会社経営者） - 木下あゆ美
- 保田里佳子（世田谷西警察署 婦警） - 小出ミカ
- 恵南保（誘拐犯） - 裵ジョンミョン
- 中山良人（有里の夫） - にわつとむ
- 佐藤（美奈子の隣室の住人） - 片岡富枝
- 高木翔太（誘拐された小学生・死体で発見される） - 黒澤宏貴
- 中山広斗（誘拐された小学生） - 寺内勇貴

第8話 100%の女
- 棚橋希代子（棚橋の妻） - 赤間麻里子
- 田村紗季（中学校教師） - 志保
- 中嶋祐介（外務省欧州第一局員・棚橋殺害容疑の被告人） - 松下哲
- 藤江田光一（弁護士） - 赤羽秀之
- 棚橋譲（外務省欧州第一局長・殺人被害者） - 窪園純一
- 桜井誠（紗季の教え子） - 永峯海大

第9話 あとぴん〜角田課長の告白
- 仁藤景雄（産廃場の現場監督・角田たちの中学時代の先輩） - 相島一之（少年期：金井勝実）
- 光田廣（産廃場の処理作業員・角田の中学時代の写真部仲間・ニックネーム「テンモン」） - 樋渡真司（中学生：今井稜久）
- 光田窓夏（光田の妻・小林の娘） - 松永玲子（少女期：赤月紗英）
- 尾島司（喫茶店マスター・産廃場の反対派） - 桐生コウジ
- 光田天子（光田と窓夏の娘） - 中村有沙（幼少期：石井心咲）
- 小林晴彦（角田の中学時代の写真部顧問・ニックネーム「あとぴん」） - 柴田次郎
- 富永（角田の中学時代の写真部仲間） - 松本健司（中学生：山下真人）
- 橘（角田の中学時代の写真部仲間） - ふるごおり雅浩（中学生：佐藤元大）
- キシン（角田の中学時代の写真部仲間） - 海宝弘之（中学生：藤代隼人）
- 鈴木（産廃場の反対派） - 田尾きよみ
- 佐々木（産廃場の反対派） - 舟久保信之

第10話 帰還
- 和合賢一（黒水町長・元IT起業家） - 八嶋智人
- 若月詠子（「黒水ケーブルテレビ」ディレクター兼キャスター） - 伊藤歩
- 国奥正和（警視庁黒水警察署 署長） - 小宮孝泰
- 槙野真理男（喫茶「森のあしあと」店員・黒水町出身） - 平岡拓真
- 藤井利佳子（喫茶「森のあしあと」店員） - 仁村紗和
- 半田順平（警視庁黒水警察署 巡査） - 内野謙太
- 下地房江（黒水町の団地の102号室の入居者） - 山本道子
- 有本日明（警視庁黒水警察署刑事課 警部） - 森岡豊
- 神津隆之（警視庁黒水警察署刑事課 刑事） - 大竹浩一
- 丸尾義男（警視庁黒水警察署 鑑識員） - 廻飛呂男
- 城嶋利彦（警視庁捜査一課 刑事） - 外川貴博
- 見崎亮（警視庁警部補） - 中山研
- 八木文香（黒水町の団地の308号室の入居者） - 太田彩乃
- タカハシ（黒水町の元団地住民） - コッセこういち
- 清水理沙（「黒水ケーブルテレビ」AD） - 毛利悟巳
- 西野貴博（警視庁黒水警察署地域課 巡査部長） - 石田尚巳
- 近藤保（「黒水ケーブルテレビ」ディレクター） - 岡野友紀
- 廣田和志（黒水町の新しい町民） - 益田恭平
- 高木翔伍（黒水町の新しい町民） - 水沼天孝
- 駒形等（警視庁黒水警察署警務課 警部補） - 岩田知幸
- 池部大雅（黒水町の新しい町民） - 本田聡
- 四方田松榮（警視総監） - 永島敏行

第11話 アンタッチャブル
- 稲葉康勝（刑事・中園照生の研修時代の同僚） - 草川祐馬
- 並木久志（ホームセンター「DYランド」店員） - 崔哲浩
- 矢口紀之（会社員・殺人被害者） - 戸部達樹

第12話 臭い飯
- 道上しおり（料理研究家・「トラットリア道上」オーナーシェフ） - 入山法子
- 多岐川徹（米穀販売会社「タキガワ」社長） - 宮本大誠
- 蜂矢克巳（元「タキガワ」契約社員・元受刑者） - 稲健二
- 高山重浩（ゴミ収集作業員） - 谷口翔太
- 戸柱友一（「タキガワ」工場長） - 野添義弘
- 槇原順子（亀井の娘） - 大草理乙子
- 槇原雄一（亀井の孫） - 和木亜央
- 亀井雄吉（元「タキガワ」契約社員・累犯受刑者） - 笹野高史

第13話 声なき者〜籠城
第14話 声なき者〜突入
- 新堂司（定時高校生・明里の兄） - 田中偉登
- 水野浩介（クラウドソーシングサイト「CARS」代表） - 迫田孝也
- 新堂誠（法務省矯正局員・「健全な家庭を守る会」会員） - 永野典勝
- 吉井聡美（吉井コーポレーション 常務夫人・3週間前に事故死） - 及川莉乃
- 真渕治（司法浪人・傷害事件被疑者） - 三浦英
- 新堂明里（練馬区立旭台第一小学校 2年生・司の妹） - 横山芽生
- 吉井彰浩（聡美の息子） - 青木凰
- 新堂亮子（司と明里の母・「ガーデンハイツ旭台」202号室の入居者） - 仁藤優子
- 森田八重（籠城の人質になった老婦人） - 片桐夕子
- 松原敏子（地区の民生委員） - 塚田美津代（第13話のみ）
- 吉野真弓（練馬区立旭台第一小学校 教諭） - 渋川あかね（第13話のみ）
- 芝田（警視庁練馬中央警察署旭台交番 巡査） - 竹森千人（第13話のみ）
- 木村（警視庁練馬中央警察署旭台交番 巡査） - 藤原正和（第13話のみ）
- 北野（山崎哲雄の部下） - 田中伸一（第14話のみ）

第15話 パスワード
- 井上真奈美（盲目の女性） - 橋本真実
- 小松崎洋一（訪問介護サービス「ベストハート」訪問介護員） - 小林且弥
- 吉田光雄（ウェブデザイナー・真奈美の交際相手） - 田中幸太朗
- 松本貴子（真奈美の異母姉） - 池津祥子
- 戸崎（詐欺被害者） - 齋藤めぐみ
- 横山（「ベストハート」訪問介護員・小松崎の後任） - 伊藤こうこ

第16話 ギフト
- 潮崎良純（警視庁千代田警察署 巡査・北の見張り担当） - 橋本淳
- 有村みなみ（図書館司書・殺人被害者） - 片山萌美
- 田上孝一（警視庁千代田警察署 巡査長・北の見張り担当） - 山上賢治
- 段原亮（潮崎の高校時代の同級生・不動産会社社員） - 宇賀神亮介
- 潮崎加代（潮崎の母） - 三谷悦代
- 宮島和生（不動産会社社員・段原の同僚） - 廣瀬裕一郎
- 中山肇（潮崎の高校時代の同級生） - 末広透
- 向山真一（潮崎の高校時代の同級生・段原の悪友） - 青山隼
- 松岡（帝都総合病院 看護師） - 浅田光
- 久保（帝都総合病院 看護師） - 小林音子

第17話 ラストワーク
- 大屋嗣治（ホームレス・29年前に家族の前から失踪） - 渡辺哲
- 川地祥子（大屋の娘） - 西山繭子
- 中鴨昌行（動画クリエイター） - 尾上寛之
- 寺内早苗（撮影所スタッフ） - 田岡美也子
- 川田（動画撮影スタジオのスタッフ） - 吉成浩一
- 島田（里中運輸の長距離トラック運転手・大屋の元同僚） - 花王おさむ
- ヤス（日雇い労働者） - 長野克弘
- 川地雄介（祥子の夫） - 橋本拓也
- 川地雲母（雄介と祥子の娘） - 高松咲希

最終話 悪魔の証明
- 軍司森一（キング出版少年漫画担当編集者・風間楓子の恋人） - 榊英雄

### season16（2017年 - 2018年）
第1話 検察捜査
第2話 検察捜査〜反撃
- 田臥准慈（東京地検検察官検事） - 田辺誠一（S16-13〈回想〉）
- 平井陽（会社社長・妻殺害容疑で拘留中） - 中村俊介（少年期：田崎伶弥〈第1話のみ〉）
- 与謝野慶子（与謝野法律事務所 弁護士・平井の顧問弁護士） - 中村ゆり
- 檜山栄子（田臥の事務官） - 小島みなみ
- 平井めぐみ（平井の3人目の妻・2017年8月15日 階段から転落死） - 五十嵐令子
- 平井亞矢（平井の1人目の妻・10年前の2007年2月16日 バスルームで感電死） - 八代みなせ
- 平井加世子（平井の2人目の妻・1年前の2016年9月6日 プールで溺死） - 向里憂香
- 桑原洌（平井家の元家政婦） - 久松夕子（第1話のみ）
- 加藤（刑事） - 蒲公仁（第1話のみ）
- 杉本敏哉（平井事件の担当検事） - 小村裕次郎（第1話のみ）
- 藤井（刑事） - 中脇樹人（第1話のみ）
- 益岡左千夫（検事・杉本の上司） - 影山英俊（第1話のみ）
- 平井（「平井の母） - 松山愛佳（第1話のみ）
- 羽鳥功郎（東京地検公判部検事） - 佐野元哉（第2話のみ）

第3話 銀婚式
- 瀬川楓（貴城商事宗家の令嬢） - 菊池桃子
- 瀬川巧（貴城商事 専務・楓の夫） - 川野太郎
- 牧野準（介護士・元窃盗グループのメンバー） - 玉置玲央
- セツ（楓と辰臣の母親代わり） - 大方斐紗子
- 貴城辰臣（貴城商事 社長・楓の兄） - 多田木亮佑
- 堺敏夫（医師） - 鈴木信二
- 広崎玲奈（瀬川夫婦の友人） - 舟木幸
- 片岡美加（貴城商事 専務秘書） - 常石梨乃

第4話 ケンちゃん
- 森山真一郎（健次郎の兄・森山金融コンサルタント 代表） - 内田朝陽
- 森山健次郎（コンビニ「39スマイル」バイト） - 西井幸人
- 服部由和（慶明大学 講師） - 池田良
- 中垣智徳（慶明大学理学部数学科 教授） - 山中敦史
- 中井小百合（森山金融コンサルタント 事務員・真一郎の恋人） - 久保陽香
- 宍戸洋介（2年前の窃盗犯） - 菅原卓磨
- 檜原（ニシゾノ印刷 従業員） - 大滝明利
- 山崎真吾（慶明大学 理事長） - 右近良之

第5話 手巾 (ハンケチ)
- 樋口真紀（吉祥寺北警察署 巡査部長・樋口の養女で桟原の実娘） - 南沢奈央（幼少期：渡邊詩 / 少女期：須田琥珀）
- 樋口彰吾（警視庁警察学校 教官・元刑事） - 佐戸井けん太
- 手塚英雄（警視庁警察学校 生徒） - 羽場涼介
- 久保田武士（不動産会社「オールウェイズ・エステート」社員） - 森谷勇太
- 手塚正敏（帝都アセットマネジメント 社長・英雄の父） - 鈴木隆仁
- 野田啓介（電機機器メーカー「ネイコム」研究員） - 中田勇樹
- 赤松建彦（久保田の兄貴分・23年前の拉致監禁の実行犯） - 宮澤和之
- 上田明子（看護師） - 夏秋成美
- 野田翔太（野田の息子） - 湯川颯
- 桟原誠一（総合メーカー「曙ケミカル」研究員・23年前の1994年4月3日に死亡） - 志貫徹（ノンクレジット）

第6話 ジョーカー
- 早見一彦（元警視庁捜査二課 刑事・幹子の夫） - 山田純大
- 松下隆司（民自党 代議士・幹子の父） - 藤田宗久
- 早見幹子（帝都データサイエンス研究所 主任研究員） - 宮本裕子
- 山内秀夫（警視庁警務部） - 原康義
- 山下香苗（目撃者の女性） - 坂井香奈美
- 根岸隆雄（繁田電産 顧問税理士・国税庁OB） - 辻つとむ
- 坂出昌平（早見に以前詐欺容疑で逮捕された男） - 浜田大介

第7話 倫敦からの客人
- 西田真人（西田の息子） - 深澤嵐（S17-17〈回想〉 / S18-14〈回想〉 / S22-12〈回想〉）
- 土村晋之（警視庁捜査一課 刑事） - 須田邦裕
- 西田泰史（派遣社員） - 康喜弼
- 平岡尚道（薬物と拳銃の売人） - 中村元気
- 朝山（平岡の引っ越した先のマンション管理人） - 原田文明

第8話 ドグマ
- 嗣永重道（警視庁公安部外事第三課 担当官・カメラマン「藤本健士」の顔も持つ） - 岩井秀人
- 夏焼雅夫（九斗美商事 社長） - 真那胡敬二
- 萩原（警視庁公安部外事第三課 刑事） - 赤木悠真
- 中島（警視庁公安部外事第三課 刑事） - 赤毛聡
- 川村文郎（環境省東京地方環境事務所 職員） - 瀬戸将哉
- 清水正（NGO中央アジアハートプロジェクト 職員） - 佐古井隆之
- 菅谷あゆみ（NGO中央アジアハートプロジェクト 職員） - 窪真理
- 田中（嘱託警察犬トワレの飼い主） - 桐山浩一
- 熊井康生（夏焼のボディガード） - 桑畑智伺
- 小関豊子（蝶々収集家・第1の被害者） - 新倉緋沙子
- 日比紘一（九斗美商事 社員・第2の被害者） - 匁山剛志
- アル・アルマズル（テロ組織「正義の夜明け団」メンバー） - リカヤ・スプナー
- タヒル（トルジスタンの少年） - タンゲ・レオン

第9話 目撃しない女
- 中原靖（地面師・城東グループのリーダー） - 柳憂怜
- 島岡了（東剛組 構成員） - 山口航太
- 大友勝治（スナック「パレード」マスター） - 酒井晴人

第10話 サクラ
- 有馬武人（内閣情報調査室 内閣審議官） - 鶴見辰吾
- 上条喬樹（高校3年生・半年前に失踪） - 健太郎
- 椎名智弘（高校1年生・半年前に失踪） - 小原唯和（S17-18〈回想〉）
- 富樫航太（高校2年生・半年前に失踪） - 山下真人
- 小島麗華（上条家の隣人） - 草刈麻有
- 上条沙紀（喬樹の母親） - 西辻こずえ
- 田中茂（目撃者の男性） - 稲健二
- 堀部保（警視庁広報課・社美彌子の部下） - 出光秀一郎
- 秦野直之（警視庁公安部刑事） - 檜尾健太
- 風間博（江東署木場南交番 巡査部長・拳銃で自殺） - 俵木藤汰
- 山脇重弘（内閣官房副長官・3か月前に自殺） - 宇納佑
- 堺（刑事・交番で自殺した風間を発見する） - 岸田研二
- 南（警視庁サイバーセキュリティ対策本部） - 岸田真弥
- 新田（刑事・交番で自殺した風間を発見する） - 河野達郎
- 広瀬篤（内閣情報調査室 内閣情報官） - 石原良純
- 椎名春子（智弘の祖母） - 島かおり
- 富樫（航太の母） - わかばかなめ
- 富樫（航太の父） - 和田圭市
- 安田英治（発砲事件の被害者） - 梶原善

第11話 ダメージグッズ
- 岡村咲（陣川がロンドンで知り合った女性） - 真野恵里菜（高校生：吉越優子）
- 成澤良子（民自党参議院議員・咲の親友） - 岩井七世（高校生：新嘉喜由芽）
- 武田麻里（咲の親友・1か月前に自殺） - 川村ゆきえ（高校生：佳音）
- 中井亜弥（主婦・咲の親友） - 葛堂里奈（高校生：清水夏帆）
- 黒土圭司（麻里の元恋人） - 未来弥
- 杏奈（キャバ嬢） - 森乃中ハルヒ
- 藤川夏美（薬物中毒の女） - 三橋栄香
- 佐藤春樹（「シュガー」を名乗る少女売春の斡旋者） - 笠田康平

第12話 暗数
- 沖田晃子（衣笠家の家政婦） - 長野里美
- 田川千波（川崎北警察署 刑事） - 久保田磨希
- 柴野加代（シバノ家政婦紹介所 所長） - 歌川椎子
- 沖田真穂（晃子の娘・2年前に自殺） - 未浜杏梨
- 南輝夫（ウエボ神義教団 教祖） - 所博昭

第13話 いわんや悪人をや（前篇）
第14話 いわんや悪人をや（後篇）
- 常盤臣吾（檀家総代の息子・フリーター） - 矢野聖人
- ハリー（社美彌子の情報屋） - ドン・ジョンソン（第14話のみ）

第15話 事故物件
- 東大寺雅夫（ホームレス） - 勝矢
- 矢部初子（泰造の長女） - 峯村リエ
- 矢部継子（泰造の次女） - 長田奈麻
- 矢部大輔（要と初子の息子） - 小澤亮太
- 矢部唯香（寛と継子の娘） - 吉川愛
- 矢部寛（継子の夫・矢部家具 部長） - 石井テルユキ
- 矢部要（初子の夫） - 櫻井章喜
- 岡野広子（矢部家の家政婦） - 西慶子
- 河合正弘（矢部記念財団 副理事） - 橋沢進一
- 宮坂光男（東大寺の隣室の住人） - 松浦祐也
- 市原真里（矢部家具 社員） - 片岡明日香
- 佐野亜紀（矢部家具 社員） - ミズモトカナコ
- 矢部泰造（矢部家具 創業者） - 勝部演之

第16話 さっちゃん
- 烏丸晃司（花の里の常連客・元プロボクサー） - 池田成志
- 葛西武（ラブリーファイナンス 代表） - 小手伸也
- 八尋恵一（ラブリーファイナンス 社員） - 新井和之
- 渡辺真子（女子大生） - 田原可南子
- 上山来未（ラブリーファイナンス 事務員） - 松原夏海
- 石橋（第一発見者の警官） - 井澤崇行
- 赤城亮（ラブリーファイナンス 社員） - 谷口一

第17話 騙し討ち
- 梶健介（警視庁捜査二課 刑事） - 矢島健一
- 瀧川洋（稲葉と同じマンションの住人・窃盗前科者） - 山中聡
- 小山菜穂子（稲葉の婚約者） - 広澤草
- 岸和田啓吾（アストラルシステム 営業開発部長・稲葉の上司） - 阪田マサノブ
- 稲葉芳郎（アストラルシステム 営業マン） - 斉藤悠
- 城島忠彦（文科省総合教育局教科書企画課 課長） - 西ノ園達大
- 田崎茂（文科省職員・城島の部下） - 松林慎司
- 篠崎（警視庁捜査二課 課長） - 五宝孝一
- 後藤聡（警視庁千川警察署 刑事） - 永澤洋
- 中本（ヤクザ） - ルパン・J・葉山
- 佐伯（瀧川の元妻） - 名越佳代

第18話 ロスト〜真相喪失
- 李雨欣（濱口ライテックの中国人従業員・通称「シャオリー」） - 森迫永依
- 西村欣也（警視庁通訳センター 通訳捜査官） - 矢野浩二
- 塹江悟（濱口ライテック 専務） - 越村公一
- 美間幸美（濱口ライテック 従業員・中国語通訳者） - 魏涼子
- 王東明（中国人・ATM引き出し事件の出し子） - 辛島陽一
- 濱口裕一郎（濱口ライテック 社長） - 伊原農
- 濱口美鈴（濱口の妻） - 佐久間麻由
- 辻（第一発見者の交番巡査） - 高尾悠希
- 服部（ヤミ金業者） - 德秀樹
- 藤山賢太郎（出し子の若い男） - 藤井健人

第19話 少年A
- 平田章（半グレ集団のリーダー・闇金経営者） - 兼松若人
- 高田みずき（ホステス・殺人被害者） - 藤村知可
- 高田敦（創の異父弟） - 山田瑛瑠
- 土生田剛（暴力団員） - 神農直隆
- 松野聖（平田の舎弟） - 伊島空
- 中村隆（第一発見者・みずきの隣人） - 堀靖明

最終話 容疑者六人〜アンユージュアル・サスペクツ
- 檜山与一（風間燦王会 構成員） - 遠藤雄弥
- 金剛地理（風間燦王会 構成員） - 大賀太郎
- 黒澤平八郎（黒澤総合法律事務所 弁護士・風間燦王会顧問弁護士） - 徳井優

### season17（2018年 - 2019年）
第1話 ボディ
第2話 ボディ〜二重の罠
- 鬼束鋼太郎（学校法人鬼束学園 副理事長・冨貴江の夫） - 利重剛
- 鬼束祥（鐵太郎の後妻） - 谷村美月
- 鬼束鐵太郎（学校法人鬼束学園 理事長・鋼太郎の父） - 中田博久
- 中迫教之（冨貴江のゼミの学生） - 松本享恭
- 石森（警視庁雪谷警察署生活安全課 刑事） - 久松信美（第1話のみ）
- 森本一太（警視庁雪谷警察署 署長） - 小川ガオ（第1話のみ）
- 善波圭佑（学校法人鬼束学園 顧問弁護士） - 土屋佑壱（第2話のみ）
- 野呂晶文（ギャラクシー法律事務所 弁護士） - 石川大樹（第2話のみ）

第3話 辞書の神様
- 大鷹公介（言語学者・辞書「千言万辞」主幹） - 森本レオ
- 国島弘明（大学教授・「千言万辞」共同編者） - 森田順平
- 和田利広（文礼堂出版辞書編集部 部長） - 酒向芳
- 中西茂（文礼堂出版辞書編集部 部員） - 天野浩成
- 佐知江（大鷹の家政婦） - 千葉雅子
- 宮内友里子（文礼堂出版 契約社員） - 鮎川桃果
- 水戸愛（看護師） - 松下美優
- 大鷹（大鷹の娘） - 宇都宮鈴奈
- 大鷹（大鷹の妻） - 佐藤志穂

第4話 バクハン
- 源馬寛（警視庁組織犯罪対策第四課 課長） - 中野英雄
- 百田努（警視庁生活安全部保安課 刑事） - 長谷川公彦
- 久我雄作（警視庁生活安全部保安課 刑事・警察庁から出向中） - 崎本大海
- 和氣健也（裏カジノのコンサルタント） - 水石亜飛夢
- 柏崎恵一（ゲームセンター「ジョイフロンティア」経営者） - 池原猛
- 西田信子（薬物中毒の主婦） - 江藤あや
- 和氣（健也の父・故人） - 中松俊哉

第5話 計算違いな男
- 星野亮（天体物理学者） - 木村了
- 白川恵美（星野の助手で婚約者） - 梶原ひかり
- 三田真一（開英高校 校長・事故当時の物理研究部顧問） - 松田洋治
- 若月雄也（星野の高校時代の同級生） - 安部賢一
- 牧野宗男（開英高校 教師・星野の高校時代の後輩） - 寺部智英
- 白川（恵美の父） - 池浪玄八
- 南雲（千佳の母） - 中田優子
- 南雲千佳（開英高校物理研究部 部長・16年前に事故死） - 里佳津乃
- 白川（恵美の母） - 新倉緋沙子

第6話 ブラックパールの女
- 谷岡麻子（谷岡の妻） - 宮田早苗
- 沢村洋二（東都バイオラボ谷岡研究室 研究員） - 野中隆光
- 野添絵里香（東都バイオラボ谷岡研究室 研究員） - 上野なつひ
- 谷岡邦夫（東都バイオラボ谷岡研究室 室長・バイオ技術研究者） - 谷藤太
- 足立博夫（真珠養殖詐欺の被害者） - 浜田道彦

第7話 うさぎとかめ
- 鮫島博文（ホームレス・元国土交通省港湾局開発課 職員） - 山中崇
- 谷川栄一（国土交通省総合政策局総務課 課長） - 関幸治
- 杉原裕也（国土交通省大臣官房人事課 課長） - 松田賢二
- 堂本幸次郎（鷲島建設 相談役） - 藤堂新二
- 山口悦子（山口正嗣の妻） - はやしだみき
- 向井ハル（自首してきた男） - 笠松将
- 西田（毎朝新聞 記者） - 本間ひとし

第8話 微笑みの研究
- 川村里美（栄光大学人間学部認知科学科研究室 助教） - 佐津川愛美
- 高野鞠子（栄光大学人間学部認知科学科研究室 准教授） - 冨樫真
- 猪瀬啓吾（栄光大学人間学部認知科学科研究室 准教授） - オクイシュージ
- 政道神大（霊媒師） - 岡田正
- 原口護（栄光大学人間学部認知科学科研究室 学生） - 小野塚勇人
- 宇佐美真一郎（栄光大学人間学部認知科学科研究室 教授） - 並樹史朗
- 加古川祐樹（栄光大学農学部化学研究室 教授） - 山元隆弘
- 前田七海（栄光大学農学部化学研究室 学生） - 小日向雪
- 小柴恵子（葵の母） - 北島美香
- 土井彰（里美の元彼氏） - 長谷川慎也
- 田川未歩（宇佐美の実験被験者） - 田牧そら
- 小柴葵（4年前に自殺した少女） - 木内心結
- 田川祥子（未歩の母） - 高橋美津子

第9話 刑事一人
- 敷島純大（衆議院議員） - 井上肇
- 敷島純次（敷島の息子） - 藤原季節
- マリア・アンカハス（牛丼家 店員・サルウィン人） - 山本ロザ
- 板橋茂（派遣社員） - 足立智充
- 白石かなえ（法務省入国管理局職員） - 井端珠里
- ノニト（純次たちの暴行被害者・サルウィン人） - 蟹江アサド
- 大澤一郎（篠崎警察署 署長） - 清水明彦
- 四谷隆文（篠崎警察署 刑事） - 外川貴博
- 半田（鉄工所の職員） - 赤山健太
- マニー・アンカハス（牛丼家 店員・マリアの弟） - 田中夏海
- ドニー（純次たちの暴行被害者・サルウィン人） - ランディ・ジャクソン
- 岡田恵一（牛丼家 店員） - 村上誠基
- 中島（純次の仲間） - 宮島三郎
- 張本（純次の仲間） - 大下ヒロト
- 有田（純次の仲間） - 小谷けい
- ヤップ（純次たちの暴行被害者・サルウィン人） - 成田マイケル理希

第10話 ディーバ
- 神崎瞳子（シャンソン歌手） - 大地真央
- 敦盛貴巳（優の妻） - 河井青葉
- 市原澄江（敏雄と幸雄の祖母） - 茅島成美
- 敦盛槙（貴巳の娘） - 優希美青（幼少期：阿由葉さら紗）
- 市原幸雄（三雲生命 元社員・市原敏雄の弟） - 碓井将大
- 西英司（暴力団「蠍龍会」会長） - 本宮泰風
- 桐島伸也（劉造の秘書） - おかやまはじめ
- 尾幡克彦（フリーライター） - 吉田ウーロン太
- 川村（所轄刑事） - ミスターちん
- 渋沢武則（渋沢法律事務所 弁護士） - 三田村賢二
- 藤野リサ（歌手） - 菊池真琴
- 敦盛優（劉造の息子・7年前に病死） - 溝呂木賢
- 奈美（拘束されていた女性） - 戸田れい
- 田崎（刑事） - 室屋翔平
- 下川（特殊捜査班） - 玉熊直人
- 松岡大（暴力団「蠍龍会」組員） - 雲雀大輔
- 三雲貴久（三雲生命 会長） - 西村秀人
- 市原敏雄（三雲生命 社員） - 安田敦
- 天野弘（三雲生命 社員・今年8月に自殺） - 永嶋玲
- 敦盛樹（槙の息子・8カ月の男の子） - 福田凪
- 石田圭（三雲生命 社員・5年前に自殺） - 竹林文雄（ノンクレジット）
- 多田誠（三雲生命 社員・2年前に自殺） - 山川恭平（ノンクレジット）
- 敦盛劉造（衆議院議員） - 西岡徳馬

第11話 密着特命係24時
- 立花和樹（元池袋北警察署地域課 巡査部長・芹沢の同期） - 袴田吉彦
- 野田啓一（『密着捜査一課24時!!』ディレクター） - やべきょうすけ
- 佐々木茂雄（元不動産会社社長・勇也の父） - 井上純一
- 清田義久（清田義久法律事務所 弁護士） - 古澤蓮
- 佐々木勇也（不動産会社経理担当・3年前死亡） - 高橋良平
- 高田美咲（清田のアシスタント） - 夢野いづみ
- 村田美沙（3年前の殺人被害者） - 寺田浩子
- 川島（『密着捜査一課24時!!』プロデューサー） - 荒木誠
- 高木（TKローン 社長） - 内田恵司
- 村田（美沙の母親） - 瀬尾智美

第12話 怖い家
- 宮川厚子（主婦） - 南野陽子
- 宮川柊一（厚子の夫） - 三上市朗（少年期：内田吏音）
- 円山小枝（柊一の妹） - 春木みさよ（少女期：井上風宇子）
- 工藤幾代（宮川家の向かいの主婦） - 竹内都子
- 円山二葉（小枝の娘） - 白本彩奈（少女期：金子乃彩）
- 宮川清子（柊一と小枝の母・半年前に死去） - 塩田朋子
- 横塚（マンション管理人） - 浅見小四郎
- 宮川俊介（柊一と厚子の息子） - 辻大樹
- 宮川保憲（柊一と小枝の父・3年前に死去） - 石井浩
- 中園（中園の妻） - 碓井由美

第13話 10億分の1
- 中野絢子（シングルマザー・美由紀の友人） - 大和田美帆
- 橋本美由紀（亘が出会った女性・ビルから転落死） - 大路恵美
- 坪山俊雄（カナリア急便 配達員） - 石住昭彦
- 柴田（闇取引グループ「ネオゴースト」リーダー） - 笠原秀幸
- 野口（夜間清掃員） - 光岡湧太郎
- 重田（夜間清掃員） - 中川光男
- 中野大樹（絢子の息子） - 佐藤凪

第14話 そして妻が消えた
- 坂崎直哉（犯罪心理学者） - 宮川一朗太
- 坂崎絵美子（坂崎の妻・元人気キャスター『オダエミ』） - 東風万智子
- 小田麻衣（カメラマン・絵美子の妹） - 佐藤みゆき
- 田中小百合（鈴森会計事務所 資産運用コンサルタント） - 樋口泰子
- 鈴森（鈴森会計事務所 所長） - 伊沢弘

第15話 99%の女
- 遠山千鶴（元経済産業省技術開発振興課職員） - 末広ゆい
- 三谷和弘（「クラウン・イノベーション」社長） - 桜井聖
- 犬塚洋介（経済産業省技術開発振興課職員） - 佐藤裕
- 片桐祐也（「クラウン・イノベーション」エンジニア・3年前に自殺） - 永山たかし
- 西崎譲（経済産業省技術開発振興課課長） - 佐藤滋
- 田淵周作（「クラウン・イノベーション」経理担当） - 明石鉄平
- 片桐由香里（祐也の妹） - 田口寛子

第16話 容疑者 内村完爾
- 笹山隆文（内村の大学時代の同期） - 江藤潤
- 笹山由美（笹山の妻） - あめくみちこ
- 須藤修史（『薫花堂』社員・12年前に明希を殺害） - 佐野泰臣
- 小柳征矢（小柳征矢法律事務所 弁護士） - 五宝孝一
- 村井武生（神奈川県警捜査一課 係長） - 清水伸
- 長嶋智博（『薫花堂』社員） - 森聖矢
- 根岸（『薫花堂』社長） - 内藤トモヤ
- 篠塚（小柳征矢法律事務所 所員） - 和木亜央
- 野崎（笹山の会社の同僚） - 国枝量平
- 平尾（神奈川県警捜査一課 刑事） - えんじ則之
- 岡田恒彦（神奈川県警 刑事部長） - 村上かず
- 笹山明希（笹山と由美の娘・12年前の通り魔事件の被害者） - 竹内詩乃

第17話 倫敦からの刺客
- 立入章（ツアーコンシェルジュ） - 池内万作（S18-14〈回想〉 / S22-12〈回想〉）
- ジャック・モラン（イギリス人観光客） - ニコラス・ペタス
- 窪田仁美（窪田の妻） - 小宮久美子
- 小林（派遣会社事務員） - 橋本亜紀
- 平田（志本建設 社員） - 中村哲也
- てるいゆきこ（介護施設職員） - 岡部恭子
- 窪田宗（元教師・元の名「鏡見宗」・第三の殺人被害者） - 岩田臣充
- 和田（パイプ当番株式会社 社員） - 田村義晃
- 窪田三重（窪田の養母） - 池田美穂子
- 佐野大輔（派遣社員・第二の殺人被害者） - 田中瑛祐
- 江東辰之（建設業・第一の殺人被害者） - 白井雅士（ノンクレジット）

第18話 漂流少年〜月本幸子の覚悟
第19話 漂流少年〜月本幸子の決断
- 河野彬（素性不明の少年） - 浦上晟周
- 品田直人（虎彦の孫） - 長谷川ティティ
- 坂口淳（オレオレ詐欺の受け子で逮捕された少年） - 福崎那由他
- 明石治（警視庁浅川警察署 刑事） - 吉見幸洋
- 合田茂樹（合田金融 社長） - 小林一英
- 元宮康宏（元宮リフォーム 社長） - 羽田真
- 品田虎彦（スーパーリサイクル「しなだ」店主・通称『シナトラ』） - 鶴田忍
- 篠塚道子（中華料理「太陽」のおかみ） - かとうずんこ（第18話のみ）
- 村瀬史郎（警視庁北東京警察署 刑事） - 鈴木将一朗（第18話のみ）
- 新見徳子（元宮の顧客の老婦人） - 塚田美津代（第18話のみ）
- 田辺春（元宮の顧客の老婦人） - 大塚みどり（第18話のみ）
- 騨手川幹夫（騨手川不動産 オーナー） - 本田大輔（第19話のみ）
- 山口孝平（バスケットボールチーム「北東ジュニアシティボムズ」のボランティアコーチ） - 細山田隆人（第19話のみ）
- 河野友子（彬の母） - 円地晶子（第19話のみ）
- 秋山久志（彬の父・友子の元夫） - 岡安泰樹（第19話のみ）

最終話 新世界より
- 鷺宮栄一（小説家） - 中原丈雄
- 阿藤修（反科学主義団体「楽園の扉」代表） - 小木茂光
- 成瀬真一郎（記憶喪失の青年） - 渕野右登
- 水原美波（記憶喪失の少女） - 八木優希
- 八木橋健司（慶明大学 准教授） - 大浦龍宇一
- 北尾佳織（慶明大学秋川研究室 研究員） - 大谷麻衣
- 中川麗子（メシオテックス 社員・本名「楊春喬」） - 長谷部瞳
- 宮台豊子（宮台診療所 医師） - 上岡紘子
- 小林圭吾（真一郎と美波を救助した男性） - 石山輝夫
- 秋川直秀（慶明大学 教授） - 津村和幸
- 島袋雄介（反科学主義団体「楽園の扉」会員） - 関ヒロユキ
- 堀川（編集者） - 乙黒史誠

### season18（2019年 - 2020年）
第1話 アレスの進撃
第2話 アレスの進撃〜最終決戦
- 岩田純（陸上自衛隊陸上幕僚監部 作戦部長・陸将補） - 船越英一郎
- 岩田ミナ（一般財団法人「信頼と友好の館」メンバー・通称「ミナ」・純の娘） - 北香那（少女期：大貝瑠美華〈第2話のみ〉）
- 甘村井留加（一般財団法人「信頼と友好の館」代表理事） - 団時朗
- 大西玲二（稚内警察署天礼駐在所 巡査） - 内村遥
- 颯斗（喫茶「島ごころ」マスター） - 内野智
- 橘禾怜（一般財団法人「信頼と友好の館」メンバー・通称「ハナ」） - 加弥乃（S18-20〈終〉〈回想〉）
- 成田藤一郎（一般財団法人「信頼と友好の館」メンバー・通称「ダン」） - 足立理（S18-20〈終〉〈回想〉）
- 音羽曉（一般財団法人「信頼と友好の館」メンバー・通称「オット」） - 森優作
- 木埜實平（稚内中央警察署 鑑識） - 土平ドンペイ
- 鯉川繁喜（稚内中央警察署 班長） - 外川貴博
- 松嶋至（一般財団法人「信頼と友好の館」メンバー・通称「マッチ」） - 海老沢七海
- 三河大悟（一般財団法人「信頼と友好の館」メンバー・通称「カンブツ」） - 阿邊龍之介
- 播磨長吉（一般財団法人「信頼と友好の館」メンバー・通称「ハリー」） - 本山功康
- 猿若均（北海大学海洋生物学部 講師） - 坂田聡（第1話のみ）
- 草津紀世彦（秋田県警察本部 本部長） - 大滝明利（第1話のみ）
- 天蓋杜夫（天礼島役場商工観光係 職員） - 酒巻誉洋（第1話のみ）
- 亀弥助（秋田県の駐在巡査） - 佐々木晴見（第1話のみ）
- 花子（秋田の小学生） - 木村文茜（第1話のみ）
- 次郎（秋田の小学生） - 高島吏玖（第1話のみ）
- 太郎（秋田の小学生） - 西下瑛人（第1話のみ）

第3話 少女
- 秦野明菜（島村に連れ去られた小学生） - 大島美優
- 島村裕之（殺人被疑者・警備会社勤務） - 三浦誠己
- 沢木大介（飲食店経営者） - 三溝浩二
- 小田桐徹（沢木の共犯者） - 白石直也
- 秦野香織（明菜と若菜の母） - 中村真知子
- 秦野邦彦（明菜と若菜の父） - 高城ツヨシ
- 半井靖子（瑞穂の母） - 三谷悦代
- 半井瑞穂（去年自殺した島村の恋人） - しじみ
- 秦野若菜（去年病死した明菜の妹） - 前田織音

第4話 声なき声
- 中川敬一郎（ニュースサイト「トゥルース」運営者） - 長谷川朝晴
- 西嶋隆哉（ニュースサイト「トゥルース」記者） - 佐々木一平
- 立花典子（厚生労働省過重労働特別対策室 室長） - クノ真季子
- 松下涼介（代議士） - 井上康
- 片桐晃一（厚生労働省過重労働撲滅特別対策班 職員） - 山本圭祐
- 屋久島勝（ヤクトー工業 社長） - 原金太郎
- 小橋（条和小学校 教諭） - 柳澤有毅
- サム（ヤクトー工業 外国人技能実習生） - 蟹江アサド
- グエン（ヤクトー工業 外国人技能実習生・1か月前に自殺） - ファム・アン・フォン

第5話 さらば愛しき人よ
- 南侑希（亘の元恋人・偽名「竹田ユキ」） - 佐藤江梨子（15歳：山本麗美）
- 金子慎也（コーヒー店店主） - 水橋研二
- 三次隆志（ロジェ出版 社長） - 金田誠一郎
- 山下芙美子（侑希の叔母・麻紗子の姉） - 志水季里子
- 石川真悠子（覆面詩人「スノウ」） - 小林由梨
- 南郷平（侑希の父・元市議会議員） - 上川路啓志
- 南麻紗子（侑希の母） - 富沢亜古

第6話 右京の目
- 真山誠一（花畑管理サービス 課長） - 山崎一
- 白川友里（品田区役所福祉課 ケースワーカー） - 佐藤寛子
- 竹村誠（テイトーハウジング品田支店 支店長） - 遠山俊也
- 田村絵梨（テイトーハウジング品田支店 事務員） - 神崎れな
- 森田佑真（テイトーハウジング品田支店 営業マン） - 長田拓郎
- 中村（藤山町ハイツ106号室の入居者） - 五頭岳夫
- 野川猛（藤山町ハイツ408号室の入居者） - 仲井真徹
- 片倉莉奈（盲目の少女） - 土屋希乃
- 片倉（莉奈の母） - 尾崎舞
- タックン（YouTuber） - 松岡拓弥
- カズ（YouTuber） - 松田一希
- 山本（生活保護受給者） - 阿部信勝
- バディ（音声アプリ） - 高城元気（声）

第7話 ご縁
- 秋山耕平（代理婚活パーティー参加者・偽名「津田保」） - 河西健司
- 大井川君枝（アポ電強盗被害者） - 山口美也子
- 阿久津貴子（代理婚活パーティー参加者・ジュエリーショップ「サンティエ」社長） - 松井紀美江
- 広瀬乃愛（「津田保」の娘になりすましていた女） - 桑江咲菜
- 阿久津琴音（貴子の娘） - 中田絢千
- 秋山のぞみ（秋山の娘・5年前にがんで死亡） - 田中奈月
- 大井川大和（横浜海浜中央病院 外科医・君枝の息子） - 津和野諒
- 榊大地（半グレグループのリーダー） - 山川ありそ
- 松山茜（代理婚活パーティー参加者） - 高橋美津子

第8話 檻の中〜陰謀
第9話 檻の中〜告発
- 皆藤武雄（東修大学皆藤武雄研究室 教授・横領容疑で拘留中） - 中村育二
- 桝本修一（「週刊真相」記者・亘の幼馴染み） - 山崎樹範
- 高瀬佳奈恵（東修大学皆藤武雄研究室 准教授） - 中村優子
- 三島幸彦（ライフケアテクノロジー 社長） - 奥田達士
- 鴨居辰彦（鴨居法律事務所 弁護士・皆藤の担当弁護士） - 永野典勝
- 岡田直己（東修大学皆藤武雄研究室 主任研究員） - 諌山幸治
- 金子（東修大学皆藤武雄研究室 研究員） - 久下恵美
- 武田和広（三島の客・元傭兵） - 安藤彰則
- 谷口雅也（保釈金強盗） - 江原大介
- 佐久間美佳（桝本の内縁の妻・昨年サルウィンのテロ事件で死亡） - 森田亜紀
- 鈴木唯（東修大学皆藤武雄研究室 元研究員・ストーカー被害で退学） - 松川千紘（第8話のみ）

第10話 杉下右京の秘密
- 桜井里美（シングルマザー） - 遊井亮子
- 町田良夫（警視庁練山警察署練山南交番 巡査） - 渋谷謙人
- 高村修三（園芸店「高村ガーデン」店長） - 石井愃一
- 篠原零士（金塊密輸グループの実行部隊） - 渋江譲二
- 桜井裕太（里美の息子・小学2年生） - 鳥越壮真
- 目黒真也（金塊密輸グループの運び屋のリーダー） - 小野塚雅人
- 小山田一郎（金塊を発見した老人） - 牧口元美
- 坂口（里美の再婚相手） - 柳川公輔

第11話 ブラックアウト
- 雨宮紗耶香（蓮見警備保障 社長秘書） - 瀧本美織
- 蓮見誠司（警視庁組織犯罪対策部第三課 係長・恭一郎の息子） - 浅香航大
- 入江良文（元弁護士事務所所員・偽名「奥村悟」） - 河相我聞
- 溝口正吾（関東儀陽会 組員） - 螢雪次朗
- 真鍋克彦（元レスキュー隊員） - 川口力哉
- 佐分利俊明（蓮見警備保障 常務） - 迫田孝也
- 宇津井将史（ゴルフ客） - 瀬口寛之
- 宇津井亜紀（宇津井の妻） - 桜木梨奈
- 来島篤郎（トラック運転手） - 棚橋ナッツ
- 安藤浩介（路上アーティスト・3年前死亡） - 松澤傑
- 富樫茂雄（関東儀陽会 会長） - 樋浦勉
- 田村功（タクシー運転手・元警官） - 崔哲浩
- 木村修一（弁護士） - 諏訪太朗
- 中里（レスキュー隊員） - 高原知秀
- 佐々木（奥多摩カントリー倶楽部 支配人） - 佐藤文吾
- 蓮見恭一郎（蓮見警備保障 社長・元警察庁刑事局長） - 長谷川初範

第12話 青木年男の受難
- 木村信士（警視庁神田北警察署刑事第一課 巡査） - 中村優一
- 石井琢也（慶明大学工学部 3年生・石井の息子） - 広田亮平
- 後藤嗣昌（警視庁神田北警察署刑事第一課 係長） - 津村知与支
- 相良治夫（銀龍会 組員） - 荒谷清水
- 黒川龍蔵（銀龍会 組長） - 鈴木隆仁
- 広瀬（金狼会 幹部） - 小森敬仁
- 黒川龍臣（銀龍会 若頭・黒川の息子） - 黒石高大
- 梅本康平（警視庁神田北警察署 署長） - 吉成浩一
- 河野（銀龍会 組員） - コガケースケ
- 石井直久（自営業者・重過失致死罪で服役中） - 神林茂典
- 千葉義人（重過失致死被害者） - 久田悠貴
- 戸川季史（千葉の同僚） - 相田真滉
- 浜崎洋介（千葉の同僚） - 石黒鉄二

第13話 神の声
- 山下琴江（移動スーパー「きくばりくん」店員・乙羽の実母） - 松居直美
- 美濃部達彦（美濃部林業 社長） - 小宮健五
- 草野奏太（警視庁奥多摩警察署神木村駐在所 警察官） - 粕谷吉洋
- 皆川良一（神木村の住民） - 比佐仁
- 橋沼一誠（木工職人・10か月前に失踪） - 庄大地
- 小島孝之（神木村神社の世話役） - 原田文明
- 三ツ谷乙羽（美濃部林業 社員・10か月前に失踪） - 川添野愛
- 真柴恭平（元神木村役場職員） - 鹿出しゅんのすけ

第14話 善悪の彼岸〜ピエタ
第15話 善悪の彼岸〜深淵
- マリア・モースタン（イギリス人観光客） - 石田ニコル
- セバスチャン・ロイロット（5年前に自殺した「逆五芒星事件」の犯人） - ドン・ジョンソン
- アキノリ・カワエ（マリアの自殺した父親・元スコットランドヤード刑事） - マコト
- 平田敦（ラピットシステムサービス開発部 社員） - 滝本圭（第14話のみ）
- 木戸（品川東交番 巡査・第3の被害者） - 桜庭啓丞（第14話のみ）
- 吉井恵梨香（家出少女・第1の被害者） - 櫻愛里紗（第14話のみ）
- ジョゼフ・ジョンソン（第4の被害者と密会していた男） - ジェームス・コールマン（第15話のみ）

第16話 けむり〜陣川警部補の有給休暇
- 斎藤理沙（居酒屋「あおびょうたん」従業員で喫煙者・本名「三崎理沙」） - 飛鳥凛（幼少期：古川凛）
- 佐田重蔵（居酒屋「あおびょうたん」常連客・連続窃盗犯「けむり」） - 小倉一郎
- 野中文江（居酒屋「あおびょうたん」女将） - 山下裕子
- 太川誠也（居酒屋「あおびょうたん」板前・遠藤の息子） - 影山樹生弥
- 山倉武夫（ケアハウス「泰然の杜」理事長） - 田上ひろし
- 田中千絵（ケアハウス「泰然の杜」入所者） - 水野千春
- 清水（ケアハウス「泰然の杜」職員） - 青柳弘太
- 太田（練山児童養護施設 所長） - 大月秀幸
- 木村勝則（ケアハウス「泰然の杜」入所者） - 中山克己
- 三崎慎吾（ケアハウス「泰然の杜」元管理人・理沙の父親・16年前に殺害される） - 佑々木優
- 遠藤司（ケアハウス「泰然の杜」元管理人・慎吾殺害の被疑者・勾留中に心筋梗塞で死亡） - 金森規郎

第17話 いびつな真珠の女
- 寺田肇（南雲記念病院 事務長） - 滝裕二郎
- 平川典明（ダイニングバー「木曜島」オーナー兼店長） - 西川瑞
- 中安信吾（城西冷機営業二部 営業員） - 瑞木健太郎
- 深堀久司（元城西冷機社員） - 谷畑聡
- 堀内真由子（指切り事件の被害者） - 原田もも子

第18話 薔薇と髭との間に
- 鶴橋光太郎（如月リゾート 社員） - 細田善彦（幼少期：佐々木聖輝）
- 鶴橋宗一郎（光太郎の兄・元鶴橋旅館従業員） - 夙川アトム（幼少期：中村陸）
- 宮倉進（洋食みやくら 店主） - 清水昭博
- 押田洋彰（如月リゾート 課長） - 大内厚雄
- 高山敬依子（如月リゾート 部長） - 宗清万里子
- 宮倉涼（進の息子） - 溝口琢矢
- 下山（旅館「如月楼」支配人） - 橋沢進一
- 高柳省吾（江空商事 社員） - 畠中正文
- 鶴橋（鶴橋兄弟の母） - 植田有希子
- 鶴橋（鶴橋兄弟の父） - 吉田朗

第19話 突破口
- 山野稔（ゼータハウス西東京支社経理課 嘱託社員） - 中本賢
- 竹田晴彦（ゼータハウス本社 経理部長） - 野仲イサオ
- 池内健介（ゼータハウス本社 専務） - 小田桐一
- 足立和也（ゼータハウス西東京支社経理課 係長） - 関口まなと
- 永井真一（警視庁捜査二課 刑事） - 鈴木豊
- 三条牧子（軽食喫茶「ミモザ」店長） - 佐藤もみじ
- 松木大輔（与党幹事長） - 児玉頼信
- 岡野絵美（軽食喫茶「ミモザ」店員） - 真下玲奈
- 勝城弘（元武輝会組員） - 大沢直樹

最終話 ディープフェイク・エクスペリメント
- 鬼石美奈代（城和工科大学特任准教授） - 坂井真紀
- マダナイ（猫のAI） - 難波圭一（声）
- 水戸弓子（桂川宗佐の秘書） - 佐々木春香
- 牧原芳宣（警視庁サイバーセキュリティ対策本部係長） - 関口晴雄
- 萩原新三郎（城和工科大学学生） - 磯田龍生
- 飯島露（城和工科大学学生） - 花影香音
- 水嶋颯香（鬼石研究室の助手） - 江守沙矢

### season19（2020年 - 2021年）
第1話 プレゼンス
第2話 プレゼンス（後篇）
- 尾沢健志（警視庁交通機動隊 副隊長） - 川村進（第1話のみ）
- 鯨岡聡子（クラブ経営者・加西の「意味なく1億円あげちゃうキャンペーン」当選者） - 轟もよ子（第2話のみ）

第3話 目利き
- 酒井直樹（実演販売士） - 山本浩司
- 尾崎徹（警視庁捜査二課 係長） - 及川いぞう
- 三好由紀子（自殺を図った詐欺被害者） - 川俣しのぶ
- 吉井（警視庁捜査二課 刑事） - 鶴町憲
- 有島（「駆け込み寺ドットコム」運営者） - 若林久弥
- 兵頭武史（蠍龍会幹部） - キンタカオ
- 中井（詐欺グループの一員） - 谷口一
- 宮原隆史（尾崎の元捜査協力者・3年前に転落死） - 西沢智治
- 近藤節子（3年前、酒井が自殺に追い込んだ詐欺被害者） - 長尾しのぶ

第4話 藪の外
- 叶笑/棚橋智美（小手鞠の後輩芸者） - 高梨臨
- 吉岡壮介（エアアース 社長・叶笑の得意客） - 窪塚俊介
- 田崎元哉（千賀運送 社員・15年前に窃盗の現行犯で逮捕） - 越村友一
- 琴梅（叶笑の同僚芸者） - 小林麻子
- 久我山大樹（エアアース 社員・15年前に暴行の現行犯で逮捕） - 進藤健太郎
- 小坂奈都子（吉岡の秘書） - 深谷美歩
- 石丸（南大田警察署 刑事・15年前に久我山を逮捕） - もろいくや

第5話 天上の棲家
- 白河貴代（達也の義母・元大蔵大臣白河十蔵の娘） - 冨士眞奈美
- 白河達也（衆議院議員・白河家の婿養子） - 湯江タケユキ
- 白河瑞江（達也の妻・貴代の娘） - 池田香織
- 木田剛（達也の秘書） - 伊藤正之
- 東郷（帝光地所 常務） - 遠藤たつお
- 小川（帝光地所 社員） - 助川嘉隆
- 白河秀雄（貴代の夫・24年前、収賄疑惑の捜査中に服毒自殺） - 鎌田規昭
- 白河大樹（達也と瑞江の息子） - 吉村龍希
- 白河十蔵（白河家 初代当主） - 滝沢俊男

第6話 三文芝居
- 松野優太（派遣型風俗「スイ〜トパイパイ」送迎ドライバー・元舞台役者） - 橋本じゅん
- 山田みなみ（日栄電産 派遣社員・山田の娘） - 柳ゆり菜
- 庄司光則（劇団「やぐら座」演出家） - 加藤満
- 西島亨（日栄電産 派遣社員・システムエンジニア） - 岡部尚
- 鈴木真治（半グレ上がり・髑髏のタトゥーの男） - 新井敬太
- 大山（日栄電産 社員） - 青木鉄仁
- 石川（松野に職務質問した巡査） - 瀬戸寛
- 村田（日栄電産 社員） - 山賀教弘
- マヤ（派遣型風俗「スイ〜トパイパイ」キャスト） - しじみ
- ミキ（派遣型風俗「スイ〜トパイパイ」キャスト） - 木本花音
- 山田俊彦（有浜不動産 社員・2年半前に松野が関わった巨額詐欺で電車に飛び込み自殺） - 市川源
- サーヤ（派遣型風俗「スイ〜トパイパイ」キャスト） - 江里口彩子
- レナ（日栄電産 社員） - 畑中咲菜

第7話 同日同刻
- 白石佳奈子（月刊プレス編集部員） - 魏涼子
- 井原俊樹（仁美の夫） - 福井博章
- 須藤龍男（妊婦転落死事件の犯人として自首した男） - 成田瑛基
- 井原仁美（2年前、階段から転落死した妊婦） - 山口あゆみ
- 谷江（警視庁世田谷中央警察署成城本町交番 巡査） - 林健太
- 綾部（裕樹の母） - 森めぐみ
- 遠峰（小夜子の母・故人） - 葉月美沙子
- 三井正子（2年前の強盗殺人被害者） - 山下けいこ
- 遠峰（小夜子の父） - 鶴田翔
- 野添恭一（アポ電強盗殺人被疑者・白骨死体で発見される） - 柳川公輔
- 綾部裕樹（2年前に須藤に助けられた小学生） - 佐野祐徠

第8話 一夜の夢
- 宇野健介（キャバクラの客引き） - 柏原収史（10歳：伊藤駿太）
- 小早川奈穂美（泰造の娘） - 上野なつひ
- 花牟礼静香（バー「ADDINGTON」店員） - 田川可奈美（10歳：新井萌心）
- 小早川泰造（与党幹事長・奈穂美の父） - 大河内浩
- 星宮光一（星宮家具 社長・奈穂美の婚約者） - 田中佑弥（10歳：西口青翔）
- 木島義男（ホームレス） - 岩田丸
- 星宮誠一（星宮家具 前社長・光一の養父） - 原康義
- 中島剛（バー「ADDINGTON」店員） - 芹澤正和
- 井口啓子（光一の実母） - 立枝歩
- 岡本大輝（バー「ADDINGTON」店員） - 二神光
- 田淵洋治（Tabシステムズ 社長） - 若林秀敏
- 三好（星宮家具 受付嬢） - サカモトワカコ
- 上杉（星宮家具 社員） - 上杉美浩

第9話 匿名
- 飯島智子（主婦） - 藤吉久美子
- 矢坂美月（一倉法律事務所 弁護士・10日前に歩道橋から転落死） - 野村佑香
- 浅井環那（人気ブロガー・歩道橋から転落死） - 杏さゆり
- 水野彩香（美月に助けられた主婦） - 白勢未生
- 溝口修也（元カリスマシェフ） - 海斗
- 一倉（一倉法律事務所 所長） - 瀬戸将哉
- 林早紀（運送会社社員・溝口に恐喝されていた女性） - 三輪明日美
- 水野（彩香の娘） - 前田織音

第10話 超・新生
- 四条真奈美（黎明画廊 オーナー・埜原の弟子） - 野口かおる
- 中岡丑夫（画家） - 原勇弥
- 埜原義恭（画商・鉄道に飛び込み自殺） - 蒲田哲
- 蜂須賀史郎（半グレグループ「幻影城」リーダー） - 渡辺碧斗

第11話 オマエニツミハ
- 大沼浩司（フリージャーナリスト・ペンネーム「仁江浜光雄」） - 岸谷五朗
- 山根朱美（会社員・大槻の婚約者） - 中村映里子
- 瀬川利光（元雀荘店員・13年前の鎌田の暴行事件の被害者） - 趙珉和
- 柚木竜一（特殊詐欺グループのリーダー） - 平埜生成
- 峯田達郎（「こてまり」出入りの魚屋） - 緒形敦
- 鎌田弘明（墨川区役所生活福祉課 臨時職員・13年前に連続暴行で逮捕） - 永嶋柊吾
- 吉村隆明（ホームレス） - 諏訪太朗
- 中西（西川崎警察署 刑事） - 永倉大輔
- 長谷部雄大（元ホスト・11年前に強盗殺人で逮捕） - 柾木玲弥
- 鎌田美千代（鎌田の母） - 松浦佐知子
- 大沼直樹（大沼の息子・12年前に事故死） - 青木柚（幼少期：松原冬馬 / 幼少期：森崎海來）
- 柿沢優香（墨川区役所生活福祉課 臨時職員） - 田中ヒロコ
- 五十嵐美幸（長谷部の同棲相手） - 鮎川桃果
- 白波瀬（NPO法人犯罪被害者支援団体「じにあ」所長） - 櫻井章喜
- 川北静香（パチンコ店店員・瀬川の元妻） - 真凛
- 西山（墨川区役所生活福祉課 課長） - 青木一平
- 渋井（墨川区役所生活福祉課 職員） - 間瀬英正
- 大槻亨（朱美の婚約者・11年前、長谷部に殺害される） - 生谷一樹
- ナベクラ - 渡辺哲史
- ワタベ（冒頭の犯人） - 渡辺賢一

第12話 欺し合い
- 鈴木（給付金詐欺グループのメンバー） - マギー
- 佐藤（給付金詐欺グループのメンバーの少年） - 山﨑光
- 田中（給付金詐欺グループのリーダー・本名「財満全次」） - 兼松若人
- 高橋（給付金詐欺グループのメンバー） - 谷部央年
- 小川（元トレーダー・伝説の詐欺師Zに騙され破産） - 沖田裕樹
- 伊藤則夫（飛ばし携帯の元の持ち主） - 古川がん
- 小林（服役囚） - キャッチャー中澤
- 中岡（資産家） - 平尾仁
- 中岡（中岡の妻） - 藤井佳代子
- 吉田（給付金詐欺グループのメンバー） - 平野遊史
- 佐々木（給付金詐欺グループのメンバー） - 川合耀祐
- Z（伝説の詐欺師） - 牛尾元昭

第13話 死神はまだか
- 椿家小ん路（椿家一門の総領弟子・真打ち） - 林家正蔵
- 椿家路里多（椿家一門の新弟子・本名「板橋百江」） - 立石晴香
- 椿家駄々々團（椿家一門前座・團路に破門される） - 水沢林太郎
- 椿家怪路（椿家一門二つ目） - 遠山悠介
- 椿家いろ里（椿家一門真打ち） - 紺野ふくた
- 椿家丈團（椿家一門真打ち） - 植木紀世彦
- 井村修（弁護士） - 大森寛人
- 川勝路子（團路の被害者） - 良田麻美
- 椿家團路（落語家・椿家一門の師匠） - 笹野高史

第14話 忘れもの
- 中迫俊也（中迫俊也税理士事務所 税理士・小出茉梨の高校時代の同窓生） - 宮川一朗太（高校生：仲井間稜）
- 島本由香（中迫の元妻） - 罍陽子
- 高岩卓（鳳炎組 幹部） - 崔哲浩
- 牛嶋功（鳳炎組 組員） - 尾崎右宗
- 勝本竜次（鳳炎組 組員） - 沖原一生
- 橋口弘美（フィットネスクラブ「スポリバ」スタッフ） - あらい美生

第15話 薔薇と髭の不運
- 池澤麻尋（フードデリバリー「デリッタロウ」配達員） - 瀬川亮
- 長沼郁美（速水貿易 社員・速水の愛人） - 吉井怜
- 相馬和義（速水の友人・海運会社勤務） - 佐伯新
- 速水十志子（速水の妻） - 安藤瞳
- 速水丈二（速水貿易 社長） - 綱島郷太郎

第16話 人生ゲーム
- 安村剛（元和菓子職人） - 今野浩喜
- 影山将（虐待を受けていた小学生） - 山城琉飛
- 小峰翔太（小峰と凛子の息子） - 加藤憲史郎
- 大槻健太（進功アカデミー 元講師） - 西興一朗
- 小峰裕司（コミネライフホールディングス 社長） - 鎌倉太郎
- 小峰凛子（小峰の妻） - 大村彩子
- 海老名兼子（安村の知り合いの老婦人） - 藤夏子
- 野口（コミネライフホールディングス 営業部長） - 俵木藤汰
- 影山隆造（将の義父） - 伊東潤
- 朝倉（進功アカデミー 事務長） - 小川あつし

第17話 右京の眼鏡
- 田崎恭子（田崎眼鏡 社長） - かとうかず子
- 松田正一郎（田崎眼鏡 技術職人） - 青山勝
- 三澤渚（田崎眼鏡 専務） - 岩橋道子
- 田崎明良（田崎眼鏡 取締役・恭子の長男） - 赤木悠真
- 田崎拓人（田崎眼鏡 営業部長・恭子の次男） - 田本清嵐
- 田崎由衣（恭子の長女） - 天野はな

第18話 選ばれし者
- 久保塚雅美（科学警察研究所犯罪予防研究室 主任研究官） - 前田亜季
- 黒岩雄一（科学警察研究所法科学第二部機械研究室 主任） - 上杉祥三
- 原口雄彦（楠木代議士銃撃事件の犯人） - 小林峻
- 豊田充（フリーター） - 川合智己
- 笠松剛史（小説家・『魔銃録』作者） - 真田幹也
- 貴戸（笠松の担当編集者） - 西原純
- 楠木正治（代議士） - 緒口幸信

第19話 暗殺者への招待
- 田巻善治（検察庁検事） - 神農直隆
- 七原徳治郎（検察事務官） - 剣持直明
- 天野裕貴（「エンタードリームファクター」代表取締役） - 有元啓太朗

### season20（2021年 - 2022年）
第1話 復活〜口封じの死
第2話 復活〜死者の反撃
第3話 復活〜最終決戦
- 鷲見三乘（調査会社代表・元警視庁目白北警察署捜査二係 刑事・偽名「佐野」） - 味方良介
- 柾七平（柾庸子の叔父） - 長江英和（第1・2話）
- 森安伸治（「エンパイヤ・ロー・ガーデン」弁護士・柾庸子の担当） - 佐古井隆之（第1・3話）
- 雷太（服役囚） - 天羽尚吾（第1話のみ）
- 糸以蔵（港区所轄署の刑事） - 佐野光洋（第2話のみ）
- 中郷（都々子の父親） - 岩田知幸（第2話のみ）

第4話 贈る言葉
- 鴫野大輔（ゲームクリエイター・陣川の友人） - 黒田大輔
- 宮森由佳（スピーチライター） - 瀬戸カトリーヌ
- 江口稔（チネルコーポレーション 社長） - 安藤彰則
- 中村亜里沙（鴫野の婚約者） - 長谷川葉生
- 相島潤平（チネルコーポレーション 元社員） - 金子鈴幸
- 高井戸（チネルコーポレーション 顧問弁護士） - 中山研

第5話 光射す
- 三宅富士子（紅林の隣室の老婦人） - 草村礼子
- 水木洋輔（警視庁大田警察署 元刑事） - 伊藤洋三郎
- 三宅卓司（富士子の息子・10年近く引きこもり） - 矢崎まなぶ
- 内川優（警視庁大田警察署 刑事・水木の元部下） - 小島久人
- 桂木雪乃（キャピタル警備 社員・紅林の元恋人） - 畦田ひとみ
- 水木沙也加（水木の娘・2か月前に失踪） - 近藤くれは
- 西村（白池荘 管理人） - 高橋新太郎
- 紅林啓一郎（キャピタル警備 警備員） - 西野太盛
- 東（富士子が働く工場の社長） - 池田ヒトシ

第6話 マイルール
- 福山光一郎（ミステリー作家） - 菅原大吉
- 村上健一（フランス料理「シェ・ムラカミ」オーナーシェフ・婿養子で旧姓「野間口」・22年前、しおりを殺害） - 斉藤悠（17歳：武藤悠真）
- 村上由梨（健一の妻） - 佐久間麻由
- 三上彰（少年院法務教官） - 大川ヒロキ
- 布田房江（川波出版 編集者） - 瀬尾智美
- 久本さつき（福山の家政婦） - 上原奈美
- 森川誠（「ジャパン・ミステリー」編集部員・福山の担当） - 脇知弘
- 福山（福山の妻・娘の死後離婚しその後病死） - 岡内美喜子
- 福山しおり（福山の娘・22年前、殺害される） - 林谷まいか

第7話 かわおとこ
- 辻浦百花（小学4年生・千夏の娘） - 米村莉子
- 辻浦千夏（シングルマザー・百花と悠太の母） - 黒坂真美
- 高部行人（笹沼硝子 社員・荻野の上司） - 佐藤貴史
- 笹沼敏夫（笹沼硝子 社長） - 三波豊和
- 安田秀人（千夏の離婚した夫） - 土居正明
- 荻野義彦（笹沼硝子 社員・4か月前に水死） - 辻大樹
- 和久井倫世（食堂「和久井」女将） - 重田千穂子
- 辻浦悠太（千夏の息子） - 晴瑠

第8話 操り人形
- 藤島健司（人形劇団「糸使い」主宰） - 下條アトム（青年期：丈太郎）
- 田中美鈴（人形劇団「糸使い」劇団員） - 白川和子（青年期：村山朋果）
- 梶原太一（カジハラロジスティクス 社長） - ベンガル（青年期：宮森右京）
- 田中健太（梶原の運転手・美鈴の息子） - 石母田史朗
- 吉澤秀介（元「革命主義者青年同盟」幹部） - 菅野久夫
- 新島敏夫（梶原の秘書） - まいど豊
- 野添弘道（喫茶「マリオネット」マスター） - 大川ひろし（青年期：渡辺賢一）
- 岡田茂雄（過激派「革命主義者青年同盟」幹部・白骨死体で発見される） - 名村辰

第9話 生まれ変わった男
- 吉岡翼（聖洋大学陸上競技部員・本名「吉岡太陽」） - 今井悠貴（幼児期：加藤叶和）
- 関田園子（昌平の妻） - 中込佐知子
- 吉岡博幸（翼の父親） - 画大
- 吉岡直美（翼の母親） - ともさと衣
- 八神淳一（スーパーヤガミ 店長） - 岸博之
- 八神友彦（スーパーヤガミ 副店長・淳一の息子） - 栗原卓也（中学生：高橋琉晟）
- 萩原哲也（府中北警察署 刑事） - ふるごおり雅浩
- 関田昌平（電気工事士・20年前殺害される） - 渡辺翔
- 吉岡翼（本当の翼・3歳時に死亡） - 間手野桜

第10話 紅茶のおいしい喫茶店
- 大杉瑞枝（紅茶喫茶「TeaTeaTea」の常連客） - 麻丘めぐみ
- 真鍋弘明（紅茶喫茶「TeaTeaTea」マスター） - 酒井敏也
- 鷲尾琢磨（詐欺グループのリーダー） - 松田航輝
- 赤堀絵里（詐欺グループの一員） - 水田萌木
- 多田野（ロマンス詐欺の被害者） - 相川裕滋
- 大杉隆也（瑞枝の夫・2年前に自殺） - 原田文明
- さやか（詐欺グループの一員） - 榎本奈里子

第11話 二人
- 若槻正隆（最高裁判所判事・記憶喪失で発見された際、「湊健雄」と名乗る） - イッセー尾形
- 早瀬新（小学6年生） - 西山蓮都
- 福田浩介（聖マティス教会ボランティア） - 千葉哲也
- 遠藤佑人（聖マティス教会ボランティア・システムエンジニア） - 尾上寛之
- 早瀬君枝（新の祖母） - 高林由紀子
- 峰岸瑛子（聡の母） - 町田マリー
- 高田久志（巡回警備員） - 津村知与支
- 峰岸聡（新の友人） - 川口和空
- 浦野芳子（キャピタル鉄道駅構内売店「デイリーハピネス」店員） - 氏家恵
- 織田源一（君枝の担当医） - 加藤満
- 中村光子（デモ隊の女性） - 信川清順
- 種村栄一（「デイリーハピネス」役員） - 木川淳一
- 藤原信宏（経友連事務総長） - 春園幸宏
- 和也（亘の少年時代の友人） - 市原匠悟
- 早瀬（新の母・故人） - いろさわえみ

第12話 お宝探し
- 安岡宏（不動産会社「東堂エステート」警備員・元警視庁世田谷西警察署生活安全課警部補） - 小宮孝泰
- 東堂元信（「東堂エステート」会長） - 目黒祐樹
- 東堂沙耶香（憲一の妻・3年前に失踪・偽名「高橋明子」） - 朝見心
- 新井正二（蕎麦屋「金色庵」店主） - 山本龍二
- 竹内秀雄（温泉旅館「赤城宝山楼」跡取り息子） - ぎたろー
- 村上浩平（警視庁世田谷西警察署生活安全課 刑事・安岡の元部下） - 小谷真一
- 石田貴代美（「赤城宝山楼」従業員） - 栗山かほり
- 熊沢和也（元ホスト・3年前に失踪） - 横山涼
- 新井康子（新井の妻） - 麻生絵里子
- 東堂憲一（「東堂エステート」社員・元信の息子） - 丸山裕征
- 東堂祐希（憲一と沙耶香の息子） - 家城綾太郎

第13話 死者の結婚
- 梶本彩奈（未来の従姉妹の菅原遥香を名乗る女） - 山本舞香
- 多岐川愛子（未来の母親） - 宮田早苗
- 多岐川直樹（未来の父親） - 筒井巧
- 黒瀬和成（元似顔絵捜査官・伊丹の所轄署時代の先輩） - 勝部演之
- 松尾紗月（「松尾紗月ピアノ教室」講師） - 街田しおん
- 西條雅弘（フリーター） - 横井翔二郎
- 多岐川未来（直樹と愛子の娘・13年前に失踪） - 加川心菜
- 工藤雄一郎（未来失踪事件の容疑者） - 伊藤風喜
- 西條知代（西條の母親） - 今井あずさ

第14話 ディアボロス
- 氷室聖矢（フラワーアーティスト） - 渡部豪太
- 一之瀬春臣（生花仲卸業者「白金フラワー」社員） - 冨田佳輔
- 尾崎孝月（「いけばな有明流」家元・美術評論家） - 栗田芳宏
- 内田絵里奈（氷室の婚約者） - 小池唯
- 深川日菜子（氷室の最初の婚約者・偽名「栗原玲子」） - 新実芹菜
- 尾崎敏子（尾崎の妻） - 小宮久美子
- 竹内むつみ（「Florist Atelier氷室」スタッフ） - 松宮なつ

第15話 食わせもの
- 梅田真知（桜田の娘「桜田美月」になりすましていた女） - 関谷奈津美
- 桜田成一（第一城谷レジデンス504号室の住民） - 樋浦勉
- 工藤丈治（不動産詐欺師） - 玉置孝匡
- 村山佳枝（第一城谷レジデンスの住民） - 大高洋子
- 相川達彦（覚醒剤の運び屋） - 垣雅之
- 守岡修人（第一城谷レジデンスの住民） - 大塚悠斗
- 大原（所轄署の刑事） - 荒澤守
- 田淵（七ツ金不動産 社員） - J.K.Goodman
- 目黒昭夫（覚醒剤の中卸売人） - 本多摂

第16話 ある晴れた日の殺人
- 中松誠（広告代理店「ネオスペック」新規事業開発室員） - 高橋和也
- 田川浩（「ネオスペック」クリエイティブ部部長） - 白畑真逸
- 中松陽子（中松の妻） - 冨樫真
- 山村拓也（「ネオスペック」新規事業開発室員） - 成田瑛基
- 天野（「ネオスペック」経理部員） - 金原泰成
- 後藤（「ネオスペック」社員・山村の同期） - 守谷勇人

第17話 米沢守再びの事件
- 今泉悟志（「星川鐵道を復活させる会」会員） - 松浦祐也
- 松原玲子（星川鐵道運営会社「STAR RIVERS HOLDINGS」鉄道事業部本部長） - 中原果南
- 白川洋一郎（「銀河屋旅館」経営者） - 野中隆光
- 小国義久（「星川鐵道を復活させる会」代表） - 児玉頼信
- 吾妻元彦（菓子店「吾妻堂」社長） - 藤本浩二
- 富田哲哉（「STAR RIVERS HOLDINGS」社員） - 東龍美
- 高橋（「吾妻堂」従業員） - 松嶋健太

第18話 詩集を売る女
- マキ（路上詩人・ペンネーム「千里一歩」） - 太田莉菜
- KAZHO（ファッションデザイナー） - 篠原真衣
- 大倉則之（元銀星会下部組織構成員） - 日向丈
- 大村澄江（小料理屋「喜楽路」女将） - 片桐夕子
- 西山正人（「喜楽路」の大家） - 三田村賢二
- 村川陽子（株式会社「ALISH」代表取締役） - クノ真季子

第19話 冠城亘最後の事件ー仇敵
最終話 冠城亘最後の事件ー特命係との別離
- 王隠堂美馬（鷹春の娘・鷹児の妹） - 酒井美紀
- 津崎真茅（警視庁警備部警護課警護第二係 班長） - 野波麻帆
- 王隠堂鷹春（王隠堂家 当主） - 勝野洋
- 京匡平（王隠堂家の書生） - 本宮泰風
- 王隠堂鷹児（鷹春の息子・8年前、事故死） - 青戸昭憲
- 湯本律郎（警視庁警備部警護課警護第二係 班員） - 柿本光太郎
- 林秀善（警視庁尾田山警察署鶴ヶ谷交番 巡査） - 黒澤優介
- 芦田保（警視庁尾田山警察署鶴ヶ谷交番 巡査長） - 関ヒロユキ
- 平賀弓雄（片山雛子の秘書） - 植木祥平
- 神長敏（「週刊自由画報」専属記者） - 平塚真介
- 久角壱仁（公安調査庁職員） - 辰巳智秋（第19話のみ）
- 稲羽義一（公安調査庁調査員） - こくぼつよし（最終話のみ）

## スタッフ
- 選曲 - 谷川義春（SPOT / season13 - 18・ニートネスト / season19、20）、大森力也（season17 第7・17話）・塚田益章（season17 第10〜12話）・近藤隆史（season18 第3・4話）（SPOT）
- 予告編演出 - 福永大輔（season13 最終回 - season20）
- 予告編ナレーション - ゴブリン（season14 - sesaon20）、高田裕司（season15 最終回）
- PRディレクション - 増田玲介（season19 - season20）
- EED - 横田勇一（season12 - season16）、酒井美貴子（season17）、菅野祥代（season18）
- CG・VFX - 宮島壮司（スタジオロッティ / season15 - season19・コントルノ / season20）
- タイトルバック - 朝日広告社・岩下みどり（ILCA / season13、14、16 - 20）、ドロイズ（season14）、NAKED（season15）
- season14・season15
  - エグゼクティブプロデューサー - 桑田潔（テレビ朝日、season14 - 20）
  - ゼネラルプロデューサー - 佐藤凉一（テレビ朝日、season14 - season15 第12話）
  - チーフプロデューサー - 佐藤凉一（テレビ朝日、season15 第13話 - season20）
  - プロデューサー - 伊東仁（テレビ朝日、season14・15）、高野渉（テレビ朝日、season16 - 20）、西平敦郎（東映、season14 - 20）・土田真通（東映、season 14 - 20）
  - プロデューサー補 - 増田玲介（season14 - 18）、 佐藤七星（テレビ朝日、season19・season20）
  - ラインプロデューサー - 今村勝範（season14 - 20）

## 反響

### 論争
season20第11話「二人」での、駅構内売店における非正規雇用の待遇改善を訴えるデモ隊の描写が議論を呼んだ。当話の脚本を担当した太田愛は、議論となった描写は脚本に存在せず、数々のルポルタージュを読み、当事者の話を伺いながら執筆したのに、デモ隊の人々がヒステリックに描写されるとは思わなかったと自身のブログで述べた。